# Llista de topònims de Vilafranca del Penedès
Llista de topònims (noms propis de lloc) del municipi de Vilafranca del Penedès, a l'Alt Penedès
Informació actualitzada per un bot. Els canvis manuals es perdran quan s'actualitzi!

## arbre singular
| imatge | Nom                                    | Ubicat a               | instància de   | Detalls                            | coordenades | Protecció | Commons (més fotos) | Dades a WD                    |
| ------ | -------------------------------------- | ---------------------- | -------------- | ---------------------------------- | --- | --------- | ------------------- | ----------------------------- |
|        | ametller de la Malanit                 | Vilafranca del Penedès | arbre singular | Taxon: ametller (Prunus amygdalus) | 41° 21′ 15″ N, 1° 41′ 04″ E / 41.35403°N,1.68441°E ca:Les Clotes                                                          |           |                     | Modifica les dades a Wikidata |
|        | ametllers de la Residència Mare Ràfols | Vilafranca del Penedès | arbre singular | Taxon: ametller (Prunus amygdalus) | 41° 20′ 17″ N, 1° 42′ 34″ E / 41.33808°N,1.70945°E ca:Residència Mare Ràfols                                              |           |                     | Modifica les dades a Wikidata |
|        | olivera de Serveis Penedès             | Vilafranca del Penedès | arbre singular | Taxon: olivera (Olea europaea)     | 41° 21′ 02″ N, 1° 42′ 20″ E / 41.35068°N,1.70542°E ca:Carrer d'Igualada, cantonada amb el carrer de Sant Sadurní d'Anoia. |           |                     | Modifica les dades a Wikidata |

## barraca de vinya
| imatge | Nom                            | Ubicat a               | instància de     | Detalls      | coordenades                                                                   | Protecció | Commons (més fotos) | Dades a WD                    |
| ------ | ------------------------------ | ---------------------- | ---------------- | ------------ | ----------------------------------------------------------------------------- | --------- | ------------------- | ----------------------------- |
|        | barraca de la Bòbila Jané      | Vilafranca del Penedès | barraca de vinya | 20th century | 41° 21′ 20″ N, 1° 42′ 28″ E / 41.35569°N,1.70764°E ca:Bòbila Jané             |           |                     | Modifica les dades a Wikidata |
|        | barraca del carrer Dr. Fleming | Vilafranca del Penedès | barraca de vinya |              | 41° 20′ 39″ N, 1° 42′ 26″ E / 41.34412°N,1.70713°E ca:Carrer Dr. Fleming, s/n |           |                     | Modifica les dades a Wikidata |

## carrer
| imatge | Nom                               | Ubicat a               | instància de                      | Detalls                                    | coordenades                                                                  | Protecció                                  | Commons (més fotos)                                        | Dades a WD                    |
| ------ | --------------------------------- | ---------------------- | --------------------------------- | ------------------------------------------ | ---------------------------------------------------------------------------- | ------------------------------------------ | ---------------------------------------------------------- | ----------------------------- |
|        | Rambla de Nostra Senyora          | Vilafranca del Penedès | carrer                            | Estil: arquitectura eclèctica 19th century | 41° 20′ 43″ N, 1° 42′ 00″ E / 41.3453°N,1.69997°E                            | bé integrant del patrimoni cultural català | Rambla de Nostra Senyora (Vilafranca del Penedès)          | Modifica les dades a Wikidata |
|        | Rambla de Sant Francesc           | Vilafranca del Penedès | carrer                            | 19th century                               | 41° 20′ 43″ N, 1° 41′ 53″ E / 41.3452°N,1.69795°E ca:Rambla de Sant Francesc | bé integrant del patrimoni cultural català | Rambla de Sant Francesc (Vilafranca del Penedès)           | Modifica les dades a Wikidata |
|        | carrer de Santa Magdalena         | Vilafranca del Penedès | carrer                            | Estil: arquitectura popular                | 41° 21′ 01″ N, 1° 42′ 02″ E / 41.3503°N,1.70055°E ca:Carrer Santa Magdalena  | bé integrant del patrimoni cultural català | Carrer de Santa Magdalena (Vilafranca del Penedès)         | Modifica les dades a Wikidata |
|        | carrer de la Cort                 | Vilafranca del Penedès | carrer                            | 19th century                               | 41° 20′ 48″ N, 1° 41′ 53″ E / 41.3467°N,1.69809°E                            | bé integrant del patrimoni cultural català | Carrer de la Cort                                          | Modifica les dades a Wikidata |
|        | carrer del Comerç                 | Vilafranca del Penedès | carrer                            | Estil: arquitectura eclèctica noucentisme  | 41° 20′ 37″ N, 1° 42′ 10″ E / 41.3437°N,1.70289°E                            | bé integrant del patrimoni cultural català | Carrer del Comerç (Vilafranca del Penedès)                 | Modifica les dades a Wikidata |
|        | carrer del Doctor Zamenhof        | Vilafranca del Penedès | carrer objecte Zamenhof-Esperanto | Anomenat per: Ludwik Lejzer Zamenhof       | 41° 20′ 59″ N, 1° 42′ 19″ E / 41.349685°N,1.705391°E                         |                                            |                                                            | Modifica les dades a Wikidata |
|        | carrers a l'entorn de Santa Maria | Vilafranca del Penedès | carrer                            |                                            | 41° 20′ 50″ N, 1° 41′ 50″ E / 41.3473°N,1.69734°E                            | bé integrant del patrimoni cultural català | Carrers a l'entorn de Santa Maria (Vilafranca del Penedès) | Modifica les dades a Wikidata |

## casa
| imatge | Nom                                               | Ubicat a               | instància de             | Detalls | coordenades | Protecció                                  | Commons (més fotos)                                           | Dades a WD                    |
| ------ | ------------------------------------------------- | ---------------------- | ------------------------ | --- | --- | ------------------------------------------ | ------------------------------------------------------------- | ----------------------------- |
|        | Cal Batlle                                        | Vilafranca del Penedès | casa                     | 19th century | 41° 20′ 44″ N, 1° 41′ 57″ E / 41.34561°N,1.69912°E ca:C. Sant Joan, 8 222 msnm                                                                   | bé cultural d'interès local                | Cal Batlle (Vilafranca del Penedès)                           | Modifica les dades a Wikidata |
|        | Cal Dorda                                         | Vilafranca del Penedès | casa                     | Estil: arquitectura gòtica                                                                                            | 41° 20′ 49″ N, 1° 41′ 56″ E / 41.347°N,1.69897°E ca:Font, 4-6                                                                                    | bé cultural d'interès local                | Cal Dorda (Vilafranca del Penedès)                            | Modifica les dades a Wikidata |
|        | Cal Figarot                                       | Vilafranca del Penedès | casa                     | Arquitecte: August Font i Carreras Estil: historicisme arquitectònic 1889                                             | 41° 20′ 45″ N, 1° 41′ 47″ E / 41.3458°N,1.69647°E ca:General Prim, 11                                                                            | bé cultural d'interès local                | Cal Figarot                                                   | Modifica les dades a Wikidata |
|        | Cal Freixedes                                     | Vilafranca del Penedès | casa                     | Arquitecte: Antoni Serrallach i Fernández-Periñán Estil: arquitectura modernista 1903                                 | 41° 20′ 46″ N, 1° 41′ 46″ E / 41.346°N,1.69605°E ca:carrer d'Hermenegild Clascar, 1-3                                                            | bé cultural d'interès local                | Cal Freixedes                                                 | Modifica les dades a Wikidata |
|        | Cal Gomà                                          | Vilafranca del Penedès | casa                     | Estil: arquitectura gòtica                                                                                            | 41° 20′ 51″ N, 1° 41′ 44″ E / 41.3475°N,1.6956°E ca:Plaça de l'Oli, 20                                                                           | bé cultural d'interès local                | Cal Gomà (Vilafranca del Penedès)                             | Modifica les dades a Wikidata |
|        | Cal Noia                                          | Vilafranca del Penedès | casa                     | Estil: arquitectura gòtica 19th century                                                                               | 41° 20′ 50″ N, 1° 41′ 57″ E / 41.34722°N,1.69917°E ca:Font, 15                                                                                   | bé integrant del patrimoni cultural català | Carrer de la Font, 5                                          | Modifica les dades a Wikidata |
|        | Cal Serdà de la Carretera                         | Vilafranca del Penedès | casa                     | Estil: arquitectura eclèctica Estat: enderrocat o destruït                                                            | 41° 20′ 36″ N, 1° 41′ 51″ E / 41.343434°N,1.697429°E                                                                                             | bé integrant del patrimoni cultural català | Cal Serdà de la Carretera                                     | Modifica les dades a Wikidata |
|        | Casa Aixelà                                       | Vilafranca del Penedès | casa                     | Estil: arquitectura eclèctica 19th century                                                                            | 41° 20′ 42″ N, 1° 41′ 57″ E / 41.3451°N,1.69928°E ca:Rambla Nostra Senyora, 18 / Palma, 31                                                       | bé integrant del patrimoni cultural català | Casa Aixelà                                                   | Modifica les dades a Wikidata |
|        | Casa Alayó                                        | Vilafranca del Penedès | casa                     | Estil: arquitectura popular 18th century                                                                              | 41° 20′ 56″ N, 1° 42′ 03″ E / 41.3488°N,1.7007°E ca:Plaça de Milà i Fontanals, 1                                                                 | bé cultural d'interès local                | Casa Alayó                                                    | Modifica les dades a Wikidata |
|        | Casa Albert Moliner                               | Vilafranca del Penedès | casa                     | Arquitecte: Eugeni Campllonch i Parés Estil: arquitectura modernista 1899                                             | 41° 20′ 55″ N, 1° 42′ 02″ E / 41.3486°N,1.70055°E ca:carrer de la Font, 59                                                                       | bé cultural d'interès local                | Casa Albert Moliner                                           | Modifica les dades a Wikidata |
|        | Casa Almirall                                     | Vilafranca del Penedès | casa                     | 19th century | 41° 20′ 51″ N, 1° 42′ 01″ E / 41.3474°N,1.7004°E ca:Carrer de Puigmoltó, 32                                                                      |                                            |                                                               | Modifica les dades a Wikidata |
|        | Casa Amiguet                                      | Vilafranca del Penedès | casa                     | Estil: arquitectura eclèctica 1868                                                                                    | 41° 20′ 43″ N, 1° 41′ 57″ E / 41.3452°N,1.69904°E ca:Carrer de la Palma, 24                                                                      | bé cultural d'interès local                | Casa Amiguet (Vilafranca del Penedès)                         | Modifica les dades a Wikidata |
|        | Casa Amàlia Soler                                 | Vilafranca del Penedès | casa                     | Estil: arquitectura eclèctica 1879                                                                                    | 41° 20′ 48″ N, 1° 41′ 53″ E / 41.3467°N,1.69796°E ca:Santa Maria, 2                                                                              | bé cultural d'interès local                | Casa Amàlia Soler                                             | Modifica les dades a Wikidata |
|        | Casa Antoni Graells                               | Vilafranca del Penedès | casa                     | 19th century | 41° 20′ 56″ N, 1° 42′ 13″ E / 41.3489°N,1.70361°E ca:Carretera d'Igualada, 41                                                                    | bé integrant del patrimoni cultural català | Casa Antoni Graells (Vilafranca del Penedès)                  | Modifica les dades a Wikidata |
|        | Casa Artigas                                      | Vilafranca del Penedès | casa                     | Arquitecte: Santiago Güell i Grau Estil: arquitectura eclèctica modernisme català 1872                                | 41° 20′ 48″ N, 1° 41′ 56″ E / 41.3468°N,1.69885°E ca:Carrer de la Parellada, 11-13                                                               | bé cultural d'interès local                | Casa Tomàs (Vilafranca del Penedès)                           | Modifica les dades a Wikidata |
|        | Casa Artigas                                      | Vilafranca del Penedès | casa                     | 18th century | 41° 20′ 53″ N, 1° 42′ 01″ E / 41.34807°N,1.70019°E ca:Carrer de la Font, 38                                                                      |                                            |                                                               | Modifica les dades a Wikidata |
|        | Casa Badia                                        | Vilafranca del Penedès | casa                     | Arquitecte: Santiago Güell i Grau Estil: arquitectura modernista 1914                                                 | 41° 20′ 33″ N, 1° 41′ 44″ E / 41.3424°N,1.69558°E ca:Avinguda de Tarragona, 72                                                                   | bé integrant del patrimoni cultural català | Casa Badia (Vilafranca del Penedès)                           | Modifica les dades a Wikidata |
|        | Casa Batlle i Planas                              | Vilafranca del Penedès | casa                     | Arquitecte: Santiago Güell i Grau Estil: historicisme arquitectònic 1908                                              | 41° 20′ 41″ N, 1° 41′ 48″ E / 41.3446°N,1.69657°E ca:carrer de Sant Pere, 34 i 36                                                                | bé cultural d'interès local                | Casa Batlle i Planas (Vilafranca del Penedès)                 | Modifica les dades a Wikidata |
|        | Casa Berch i Galtés                               | Vilafranca del Penedès | casa                     | Arquitecte: Eugeni Campllonch i Parés Estil: arquitectura eclèctica 1897                                              | 41° 20′ 34″ N, 1° 41′ 53″ E / 41.3429°N,1.69804°E ca:Bisbe Morgades, 15                                                                          | bé cultural d'interès local                | Casa Berch i Galtés                                           | Modifica les dades a Wikidata |
|        | Casa Berger                                       | Vilafranca del Penedès | casa                     | Arquitecte: Santiago Güell i Grau Estil: arquitectura eclèctica 1897                                                  | 41° 20′ 43″ N, 1° 42′ 10″ E / 41.3454°N,1.70272°E ca:Carrer de Miser Rufet, 10                                                                   | bé cultural d'interès local                | Casa Berger                                                   | Modifica les dades a Wikidata |
|        | Casa Besolí                                       | Vilafranca del Penedès | casa                     | Arquitecte: Santiago Güell i Grau 1933                                                                                | 41° 20′ 48″ N, 1° 41′ 55″ E / 41.34678°N,1.69868°E ca:Carrer de la Parellada, 4                                                                  |                                            |                                                               | Modifica les dades a Wikidata |
|        | Casa Bonet                                        | Vilafranca del Penedès | casa                     | Estil: arquitectura popular 1875                                                                                      | 41° 20′ 56″ N, 1° 42′ 00″ E / 41.349003°N,1.699882°E ca:Carrer de Santa Magdalena, 1                                                             | bé integrant del patrimoni cultural català | Casa Bonet (Vilafranca del Penedès)                           | Modifica les dades a Wikidata |
|        | Casa Canals                                       | Vilafranca del Penedès | casa                     | Arquitecte: Antoni Pons i Domínguez Estil: arquitectura eclèctica 1920                                                | 41° 20′ 36″ N, 1° 42′ 00″ E / 41.3432°N,1.70009°E ca:Carrer d'Amàlia Soler, 26-28                                                                | bé integrant del patrimoni cultural català | Casa Canals (Vilafranca del Penedès)                          | Modifica les dades a Wikidata |
|        | Casa Canyelles                                    | Vilafranca del Penedès | casa                     | Arquitecte: Santiago Güell i Grau Estil: noucentisme 1924                                                             | 41° 20′ 29″ N, 1° 42′ 01″ E / 41.3414°N,1.70018°E ca:Passeig Rafel Soler, 10-11                                                                  | bé integrant del patrimoni cultural català | Casa Canyelles (Vilafranca del Penedès)                       | Modifica les dades a Wikidata |
|        | Casa Carbonell Diví                               | Vilafranca del Penedès | casa                     | 19th century | 41° 20′ 49″ N, 1° 41′ 54″ E / 41.34698°N,1.6983°E ca:Pl. de la Constitució, 1 225 msnm                                                           | bé cultural d'interès local                | Casa Carbonell Diví                                           | Modifica les dades a Wikidata |
|        | Casa Carbó                                        | Vilafranca del Penedès | casa                     | | 41° 20′ 53″ N, 1° 41′ 56″ E / 41.3481°N,1.69894°E ca:Carrer de Graupera, 33                                                                      |                                            |                                                               | Modifica les dades a Wikidata |
|        | Casa Carles Parés                                 | Vilafranca del Penedès | casa                     | Estil: arquitectura eclèctica 1876                                                                                    | 41° 20′ 48″ N, 1° 41′ 57″ E / 41.3466°N,1.69918°E ca:Carrer de la Parellada, 19                                                                  | bé integrant del patrimoni cultural català | Casa Carles Parés                                             | Modifica les dades a Wikidata |
|        | Casa Casanovas                                    | Vilafranca del Penedès | casa                     | 19th century | 41° 20′ 55″ N, 1° 41′ 59″ E / 41.34863°N,1.69981°E ca:Carrer dels Ferrers, 76                                                                    |                                            |                                                               | Modifica les dades a Wikidata |
|        | Casa Castell                                      | Vilafranca del Penedès | casa edifici residencial | 18th century | 41° 20′ 48″ N, 1° 41′ 51″ E / 41.34679°N,1.69744°E 41° 20′ 48″ N, 1° 41′ 51″ E / 41.34673309326172°N,1.697456955909729°E ca:Santa Maria, 13      |                                            |                                                               | Modifica les dades a Wikidata |
|        | Casa Cañas i Mañé                                 | Vilafranca del Penedès | casa                     | Arquitecte: Antoni Pons i Domínguez Estil: arquitectura modernista 1911                                               | 41° 20′ 42″ N, 1° 41′ 57″ E / 41.345°N,1.69921°E ca:Rambla de Nostra Senyora, 20                                                                 | bé cultural d'interès local                | Casa Cañas i Mañé                                             | Modifica les dades a Wikidata |
|        | Casa Claramunt                                    | Vilafranca del Penedès | casa                     | Arquitecte: Santiago Güell i Grau Estil: modernisme català arquitectura modernista 1905                               | 41° 20′ 51″ N, 1° 41′ 46″ E / 41.3474°N,1.69608°E ca:Plaça de Jaume I, 24                                                                        | bé cultural d'interès local                | Casa Claramunt                                                | Modifica les dades a Wikidata |
|        | Casa Cuch                                         | Vilafranca del Penedès | casa                     | 20th century | 41° 20′ 30″ N, 1° 41′ 59″ E / 41.34167°N,1.69976°E ca:Carrer de Ramon Freixes, 16                                                                |                                            |                                                               | Modifica les dades a Wikidata |
|        | Casa Elias Valero                                 | Vilafranca del Penedès | casa                     | Arquitecte: Santiago Güell i Grau Marcel·lià Coquillat i Llofriu Estil: modernisme català arquitectura eclèctica 1910 | 41° 20′ 44″ N, 1° 42′ 01″ E / 41.3456°N,1.70015°E ca:rambla de Nostra Senyora, 6                                                                 | bé cultural d'interès local                | Casa Elias Valero                                             | Modifica les dades a Wikidata |
|        | Casa Figueras i Galofré                           | Vilafranca del Penedès | casa                     | 19th century | 41° 20′ 46″ N, 1° 41′ 49″ E / 41.34613°N,1.69707°E ca:Carrer del Coll, 13                                                                        |                                            |                                                               | Modifica les dades a Wikidata |
|        | Casa Figueres                                     | Vilafranca del Penedès | casa                     | 1875 | 41° 20′ 48″ N, 1° 41′ 55″ E / 41.3466°N,1.69869°E ca:Carrer de la Indústria, 3                                                                   |                                            |                                                               | Modifica les dades a Wikidata |
|        | Casa Font                                         | Vilafranca del Penedès | casa                     | Estil: noucentisme | 41° 20′ 31″ N, 1° 41′ 43″ E / 41.3419°N,1.69537°E                                                                                                | bé integrant del patrimoni cultural català | Casa Font (Vilafranca del Penedès)                            | Modifica les dades a Wikidata |
|        | Casa Forcada                                      | Vilafranca del Penedès | casa                     | 19th century | 41° 20′ 54″ N, 1° 42′ 02″ E / 41.34846°N,1.70051°E ca:Carrer de la Font, 57                                                                      |                                            |                                                               | Modifica les dades a Wikidata |
|        | Casa Fortuny                                      | Vilafranca del Penedès | casa                     | Arquitecte: Santiago Güell i Grau Estil: arquitectura modernista 1909                                                 | 41° 20′ 44″ N, 1° 42′ 05″ E / 41.3456°N,1.70129°E ca:Rambla de Nostra Senyora, 11-13                                                             | bé cultural d'interès local                | Casa Fortuny (Vilafranca del Penedès)                         | Modifica les dades a Wikidata |
|        | Casa Fèlix Via                                    | Vilafranca del Penedès | casa                     | Estil: gòtic tardà | 41° 20′ 47″ N, 1° 41′ 52″ E / 41.3463°N,1.69776°E ca:Cort, 18                                                                                    | bé integrant del patrimoni cultural català | Portes dels balcons de la Casa Fèlix Via                      | Modifica les dades a Wikidata |
|        | Casa Germanes Estalella                           | Vilafranca del Penedès | casa                     | Arquitecte: Eugeni Campllonch i Parés Estil: arquitectura modernista 1908                                             | 41° 20′ 54″ N, 1° 42′ 00″ E / 41.348232°N,1.7°E ca:Carrer Ferrers, 60                                                                            |                                            |                                                               | Modifica les dades a Wikidata |
|        | Casa Girona                                       | Vilafranca del Penedès | casa                     | Estil: arquitectura eclèctica 1871                                                                                    | 41° 20′ 44″ N, 1° 42′ 04″ E / 41.3455°N,1.70098°E ca:Rambla de Nostra Senyora, 19                                                                | bé cultural d'interès local                | Casa Girona (Vilafranca del Penedès)                          | Modifica les dades a Wikidata |
|        | Casa Guilamany                                    | Vilafranca del Penedès | casa                     | Estil: arquitectura eclèctica 1880                                                                                    | 41° 20′ 59″ N, 1° 42′ 02″ E / 41.3497°N,1.70045°E ca:Carrer de Santa Magdalena, 20                                                               | bé cultural d'interès local                | Casa Guilamany                                                | Modifica les dades a Wikidata |
|        | Casa Gusí                                         | Vilafranca del Penedès | casa                     | 19th century | 41° 20′ 43″ N, 1° 41′ 54″ E / 41.3454°N,1.69834°E ca:Rambla de Sant Francesc, 23                                                                 |                                            |                                                               | Modifica les dades a Wikidata |
|        | Casa Hill                                         | Vilafranca del Penedès | casa                     | Arquitecte: Santiago Güell i Grau Estil: noucentisme 1925                                                             | 41° 20′ 45″ N, 1° 42′ 05″ E / 41.3457°N,1.70138°E ca:Rambla de Nostra Senyora, 5-9                                                               | bé cultural d'interès local                | Casa Hill (Vilafranca del Penedès)                            | Modifica les dades a Wikidata |
|        | Casa Hill i Boada                                 | Vilafranca del Penedès | casa                     | 20th century | 41° 20′ 44″ N, 1° 41′ 57″ E / 41.34554°N,1.69927°E ca:Carrer de Sant Joan, 10                                                                    |                                            |                                                               | Modifica les dades a Wikidata |
|        | Casa Jané                                         | Vilafranca del Penedès | casa                     | Arquitecte: Pere Ros i Tort Estil: arquitectura eclèctica 1901                                                        | 41° 20′ 45″ N, 1° 41′ 47″ E / 41.3459°N,1.69627°E ca:General Prim, 15                                                                            | bé cultural d'interès local                | Casa Jané (Vilafranca del Penedès)                            | Modifica les dades a Wikidata |
|        | Casa Jané                                         | Vilafranca del Penedès | casa                     | 19th century | 41° 20′ 44″ N, 1° 41′ 58″ E / 41.34545°N,1.69937°E ca:Carrer de Sant Joan, 12                                                                    |                                            |                                                               | Modifica les dades a Wikidata |
|        | Casa Jané i Alegret                               | Vilafranca del Penedès | casa                     | Arquitecte: Eugeni Campllonch i Parés Estil: modernisme català arquitectura modernista 1909                           | 41° 20′ 46″ N, 1° 41′ 51″ E / 41.3461°N,1.69749°E ca:Carrer de la Cort, 28                                                                       | bé cultural d'interès local                | Cal Jané (Vilafranca del Penedès)                             | Modifica les dades a Wikidata |
|        | Casa Joan Bertran                                 | Vilafranca del Penedès | casa                     | 19th century | 41° 20′ 50″ N, 1° 41′ 45″ E / 41.34721°N,1.69593°E ca:Plaça de Jaume I, 25                                                                       |                                            |                                                               | Modifica les dades a Wikidata |
|        | Casa Joan Ribera                                  | Vilafranca del Penedès | casa                     | 20th century | 41° 20′ 50″ N, 1° 41′ 55″ E / 41.34719°N,1.69865°E ca:Carrer dels Ferrers, 10                                                                    |                                            |                                                               | Modifica les dades a Wikidata |
|        | Casa Josep Bertran                                | Vilafranca del Penedès | casa                     | Arquitecte: Santiago Güell i Grau Estil: modernisme català arquitectura modernista 1914                               | 41° 20′ 51″ N, 1° 41′ 46″ E / 41.3474°N,1.6962°E ca:Plaça de Jaume I, 18                                                                         | bé integrant del patrimoni cultural català | Casa Josep Bertran                                            | Modifica les dades a Wikidata |
|        | Casa Josep Cerdà                                  | Vilafranca del Penedès | casa edifici residencial | Arquitecte: Santiago Güell i Grau Estil: arquitectura eclèctica 1893                                                  | 41° 20′ 47″ N, 1° 41′ 54″ E / 41.34643°N,1.69832°E 41° 20′ 47″ N, 1° 41′ 54″ E / 41.34644317626953°N,1.6983404159545898°E ca:Plaça de la Vila, 2 |                                            |                                                               | Modifica les dades a Wikidata |
|        | Casa Just                                         | Vilafranca del Penedès | casa                     | Arquitecte: Santiago Güell i Grau Estil: modernisme català arquitectura eclèctica 1912                                | 41° 20′ 41″ N, 1° 41′ 53″ E / 41.3448°N,1.69793°E ca:Rambla de Sant Francesc, 20                                                                 | bé integrant del patrimoni cultural català | Casa Just (Vilafranca del Penedès)                            | Modifica les dades a Wikidata |
|        | Casa Lleó                                         | Vilafranca del Penedès | casa                     | | 41° 20′ 45″ N, 1° 41′ 57″ E / 41.34579°N,1.69923°E ca:Carrer de Sant Joan, 3                                                                     |                                            |                                                               | Modifica les dades a Wikidata |
|        | Casa Llorens                                      | Vilafranca del Penedès | casa                     | 19th century | 41° 20′ 47″ N, 1° 41′ 58″ E / 41.34651°N,1.69943°E ca:Carrer de la Parellada, 25                                                                 |                                            |                                                               | Modifica les dades a Wikidata |
|        | Casa Marcet                                       | Vilafranca del Penedès | casa                     | Estil: arquitectura eclèctica 19th century                                                                            | 41° 20′ 36″ N, 1° 41′ 48″ E / 41.3433°N,1.69663°E ca:Avinguda de Tarragona, 40                                                                   | bé cultural d'interès local                | Casa Marcet (Vilafranca del Penedès)                          | Modifica les dades a Wikidata |
|        | Casa Maria Raurell                                | Vilafranca del Penedès | casa                     | Arquitecte: Santiago Güell i Grau Estil: arquitectura modernista 1914                                                 | 41° 20′ 43″ N, 1° 41′ 49″ E / 41.3452°N,1.69694°E ca:Sant Pere, 16                                                                               | bé integrant del patrimoni cultural català | Casa Maria Raurell                                            | Modifica les dades a Wikidata |
|        | Casa Martí i Catasús                              | Vilafranca del Penedès | casa                     | Arquitecte: Santiago Güell i Grau Estil: noucentisme 1910                                                             | 41° 20′ 46″ N, 1° 42′ 08″ E / 41.3462°N,1.70223°E ca:Avinguda de Barcelona, 35-39                                                                | bé cultural d'interès local                | Casa Martí i Catasús                                          | Modifica les dades a Wikidata |
|        | Casa Mercè Torras                                 | Vilafranca del Penedès | casa                     | Arquitecte: Eugeni Campllonch i Parés Estil: arquitectura modernista 1908                                             | 41° 20′ 48″ N, 1° 41′ 58″ E / 41.3466°N,1.69943°E ca:Carrer Puigmoltó, 3                                                                         | bé integrant del patrimoni cultural català | Casa Mercè Torras                                             | Modifica les dades a Wikidata |
|        | Casa Mestre                                       | Vilafranca del Penedès | casa                     | 19th century | 41° 20′ 55″ N, 1° 42′ 06″ E / 41.34858°N,1.70153°E ca:Plaça de Milà i Fontanals, 9                                                               |                                            |                                                               | Modifica les dades a Wikidata |
|        | Casa Miró                                         | Vilafranca del Penedès | casa                     | Arquitecte: Santiago Güell i Grau Estil: arquitectura modernista 1905                                                 | 41° 20′ 41″ N, 1° 41′ 59″ E / 41.3447°N,1.69972°E ca:rambla de Nostra Senyora, 47                                                                | bé cultural d'interès local                | Casa Miró (Vilafranca del Penedès)                            | Modifica les dades a Wikidata |
|        | Casa Miró                                         | Vilafranca del Penedès | casa                     | 19th century | 41° 20′ 52″ N, 1° 42′ 10″ E / 41.3477°N,1.7028°E ca:Carretera d'Igualada, 6                                                                      |                                            |                                                               | Modifica les dades a Wikidata |
|        | Casa Mitjans i Robert                             | Vilafranca del Penedès | casa                     | Arquitecte: Antoni Pons i Domínguez Estil: noucentisme 1922                                                           | 41° 20′ 53″ N, 1° 42′ 04″ E / 41.3481°N,1.70108°E ca:Carrer Puigmoltó, 5                                                                         | bé integrant del patrimoni cultural català | Casa Mitjans i Robert                                         | Modifica les dades a Wikidata |
|        | Casa Monsarro                                     | Vilafranca del Penedès | casa                     | 19th century | 41° 20′ 50″ N, 1° 41′ 54″ E / 41.34717°N,1.69825°E ca:Plaça de la Constitució, 8                                                                 |                                            |                                                               | Modifica les dades a Wikidata |
|        | Casa Mullol                                       | Vilafranca del Penedès | casa                     | 19th century | 41° 20′ 49″ N, 1° 41′ 54″ E / 41.34684°N,1.69822°E ca:Carrer de la Cort, 6                                                                       |                                            |                                                               | Modifica les dades a Wikidata |
|        | Casa Munne                                        | Vilafranca del Penedès | casa                     | Estil: arquitectura eclèctica Estat: enderrocat o destruït                                                            | 41° 20′ 45″ N, 1° 42′ 11″ E / 41.3457°N,1.70304°E                                                                                                | bé integrant del patrimoni cultural català | Casa Munne (Vilafranca del Penedès)                           | Modifica les dades a Wikidata |
|        | Casa Olivella i Ràfols                            | Vilafranca del Penedès | casa                     | Arquitecte: Santiago Güell i Grau Estil: arquitectura eclèctica 1899                                                  | 41° 20′ 33″ N, 1° 41′ 41″ E / 41.3425°N,1.69481°E ca:Carrer de Sant Pere, 134                                                                    | bé cultural d'interès local                | Casa Olivella (Vilafranca del Penedès)                        | Modifica les dades a Wikidata |
|        | Casa Oliveras                                     | Vilafranca del Penedès | casa                     | Arquitecte: Santiago Güell i Grau Estil: noucentisme 1925                                                             | 41° 20′ 45″ N, 1° 41′ 51″ E / 41.3458°N,1.69737°E ca:Carrer del General Prim, 2                                                                  | bé integrant del patrimoni cultural català | Casa Oliveras (Vilafranca del Penedès)                        | Modifica les dades a Wikidata |
|        | Casa Orduña                                       | Vilafranca del Penedès | casa                     | Estil: noucentisme 20th century                                                                                       | 41° 20′ 27″ N, 1° 41′ 55″ E / 41.34087°N,1.6987°E ca:C. Menéndez Pelayo, 16 - c. Ramon Freixas, 29                                               | bé integrant del patrimoni cultural català | Casa Orduña (Vilafranca del Penedès)                          | Modifica les dades a Wikidata |
|        | Casa Pau Feliu                                    | Vilafranca del Penedès | casa                     | Estil: arquitectura eclèctica 1869                                                                                    | 41° 20′ 41″ N, 1° 41′ 53″ E / 41.3447°N,1.69802°E ca:Rambla de Sant Francesc, 22                                                                 | bé cultural d'interès local                | Casa Pau Feliu                                                | Modifica les dades a Wikidata |
|        | Casa Piñol                                        | Vilafranca del Penedès | casa                     | 20th century | 41° 20′ 30″ N, 1° 41′ 59″ E / 41.34173°N,1.69984°E ca:Carrer de Ramon Freixes, 12                                                                |                                            |                                                               | Modifica les dades a Wikidata |
|        | Casa Plaça de la Constitució, 7                   | Vilafranca del Penedès | casa                     | 19th century | 41° 20′ 50″ N, 1° 41′ 53″ E / 41.3471°N,1.69806°E ca:Plaça de la Constitució, 7                                                                  |                                            |                                                               | Modifica les dades a Wikidata |
|        | Casa Pujol                                        | Vilafranca del Penedès | casa                     | Estil: arquitectura eclèctica 1886                                                                                    | 41° 20′ 47″ N, 1° 41′ 45″ E / 41.3463°N,1.69587°E ca:Carrer d'Hermenegild Clascar, 10                                                            | bé integrant del patrimoni cultural català | Casa Pujol (Vilafranca del Penedès)                           | Modifica les dades a Wikidata |
|        | Casa Ramona Quer                                  | Vilafranca del Penedès | casa                     | Arquitecte: Santiago Güell i Grau Estil: modernisme català arquitectura modernista 1906                               | 41° 20′ 46″ N, 1° 41′ 53″ E / 41.3461°N,1.69798°E ca:Consellers, 6                                                                               | bé integrant del patrimoni cultural català | Casa de Ramona Quer i Via                                     | Modifica les dades a Wikidata |
|        | Casa Ribera i Girona                              | Vilafranca del Penedès | casa                     | 19th century | 41° 20′ 45″ N, 1° 41′ 59″ E / 41.34591°N,1.69985°E ca:Carrer de la Palma, 10                                                                     |                                            |                                                               | Modifica les dades a Wikidata |
|        | Casa Rigual Artigas                               | Vilafranca del Penedès | casa                     | Estil: arquitectura modernista 20th century                                                                           | 41° 20′ 47″ N, 1° 41′ 48″ E / 41.3463°N,1.69659°E ca:Sant Bernat, 17                                                                             | bé integrant del patrimoni cultural català | Casa Rigual Artigas                                           | Modifica les dades a Wikidata |
|        | Casa Roig                                         | Vilafranca del Penedès | casa                     | Arquitecte: Pere Ros i Tort Estil: arquitectura eclèctica 1886                                                        | 41° 20′ 47″ N, 1° 41′ 59″ E / 41.3463°N,1.69984°E ca:Carrer de la Parellada, 32                                                                  | bé integrant del patrimoni cultural català | Casa Roig (Vilafranca del Penedès)                            | Modifica les dades a Wikidata |
|        | Casa Romeu                                        | Vilafranca del Penedès | casa edifici residencial | Estil: arquitectura eclèctica 19th century                                                                            | 41° 20′ 46″ N, 1° 42′ 00″ E / 41.34601°N,1.69995°E 41° 20′ 46″ N, 1° 42′ 00″ E / 41.34603500366211°N,1.7000459432601929°E ca:Palma, 6-8          |                                            |                                                               | Modifica les dades a Wikidata |
|        | Casa Rovira                                       | Vilafranca del Penedès | casa                     | 19th century | 41° 20′ 37″ N, 1° 41′ 45″ E / 41.3435°N,1.69573°E ca:Carrer de Sant Pere, 80                                                                     |                                            |                                                               | Modifica les dades a Wikidata |
|        | Casa Sala i Mestre                                | Vilafranca del Penedès | casa                     | 1894 | 41° 20′ 53″ N, 1° 41′ 58″ E / 41.34801°N,1.69934°E ca:Carrer dels Ferrers, 44                                                                    |                                            |                                                               | Modifica les dades a Wikidata |
|        | Casa Santacana                                    | Vilafranca del Penedès | casa                     | | 41° 20′ 52″ N, 1° 42′ 02″ E / 41.34781°N,1.70061°E ca:Carrer de Puigmoltó, 31                                                                    |                                            |                                                               | Modifica les dades a Wikidata |
|        | Casa Santacana i Rovira                           | Vilafranca del Penedès | casa                     | Estil: arquitectura popular 18th century                                                                              | 41° 20′ 46″ N, 1° 41′ 49″ E / 41.3462°N,1.69689°E ca:Carrer Coll, 15                                                                             | bé integrant del patrimoni cultural català | Casa Santacana i Rovira                                       | Modifica les dades a Wikidata |
|        | Casa Saumell                                      | Vilafranca del Penedès | casa                     | Arquitecte: Santiago Güell i Grau Estil: noucentisme 1925                                                             | 41° 20′ 58″ N, 1° 42′ 00″ E / 41.3494°N,1.7001°E ca:Carrer de Santa Magdalena, 9-13                                                              | bé integrant del patrimoni cultural català | Casa Saumell                                                  | Modifica les dades a Wikidata |
|        | Casa Serdà Ros                                    | Vilafranca del Penedès | casa                     | Arquitecte: Santiago Güell i Grau Estil: arquitectura eclèctica 1897                                                  | 41° 20′ 44″ N, 1° 41′ 53″ E / 41.3456°N,1.69801°E ca:Rambla de Sant Francesc, 15 - 17                                                            | bé cultural d'interès local                | Casa Serdà Ros                                                | Modifica les dades a Wikidata |
|        | Casa Serra i Corominas                            | Vilafranca del Penedès | casa                     | Estil: arquitectura eclèctica 1891                                                                                    | 41° 20′ 42″ N, 1° 42′ 09″ E / 41.3449°N,1.70262°E ca:Plaça de l'Estació, 5                                                                       | bé cultural d'interès local                | Casa Serra i Corominas                                        | Modifica les dades a Wikidata |
|        | Casa Soler i Buxedas                              | Vilafranca del Penedès | casa                     | Estil: noucentisme 19th century                                                                                       | 41° 20′ 36″ N, 1° 41′ 59″ E / 41.3434°N,1.69979°E ca:Carrer del General Cortijo, 13                                                              | bé integrant del patrimoni cultural català | Casa Soler i Buxedas                                          | Modifica les dades a Wikidata |
|        | Casa Soler i Oliver                               | Vilafranca del Penedès | casa                     | Estil: arquitectura eclèctica 1870                                                                                    | 41° 20′ 41″ N, 1° 41′ 48″ E / 41.3448°N,1.69664°E ca:Carrer de Sant Pere, 28                                                                     | bé integrant del patrimoni cultural català | Casa Soler i Oliver                                           | Modifica les dades a Wikidata |
|        | Casa Soler i Vallès                               | Vilafranca del Penedès | casa                     | 19th century | 41° 20′ 30″ N, 1° 42′ 00″ E / 41.34178°N,1.69989°E ca:Carrer de l'Ateneu, 52                                                                     |                                            |                                                               | Modifica les dades a Wikidata |
|        | Casa Solsona                                      | Vilafranca del Penedès | casa                     | 20th century | 41° 20′ 30″ N, 1° 41′ 59″ E / 41.3417°N,1.69979°E ca:Carrer de Ramon Freixes, 14                                                                 |                                            |                                                               | Modifica les dades a Wikidata |
|        | Casa Solé                                         | Vilafranca del Penedès | casa                     | Arquitecte: Eugeni Campllonch i Parés Estil: arquitectura modernista 1904                                             | 41° 20′ 45″ N, 1° 42′ 07″ E / 41.3458°N,1.70198°E ca:Av. Barcelona, 8                                                                            | bé cultural d'interès local                | Casa Solé (Vilafranca del Penedès)                            | Modifica les dades a Wikidata |
|        | Casa Suriol                                       | Vilafranca del Penedès | casa                     | Estil: arquitectura eclèctica 1884                                                                                    | 41° 20′ 37″ N, 1° 41′ 56″ E / 41.3435°N,1.69899°E ca:Carrer del General Cortijo, 22                                                              | bé cultural d'interès local                | Casa Suriol                                                   | Modifica les dades a Wikidata |
|        | Casa Tetas i Forés                                | Vilafranca del Penedès | casa edifici             | Arquitecte: Santiago Güell i Grau Estil: historicisme arquitectònic noucentisme 1918                                  | 41° 20′ 51″ N, 1° 41′ 56″ E / 41.34751°N,1.69892°E ca:Carrer dels Ferrers 26. 08720 Vilafranca del Penedès                                       | bé integrant del patrimoni cultural català | Casa Tetas i Forés                                            | Modifica les dades a Wikidata |
|        | Casa Tomàs                                        | Vilafranca del Penedès | casa                     | Arquitecte: Santiago Güell i Grau 1879                                                                                | 41° 20′ 49″ N, 1° 41′ 54″ E / 41.34699°N,1.69847°E ca:Carrer de la Parellada, 3                                                                  |                                            |                                                               | Modifica les dades a Wikidata |
|        | Casa Torner i Güell                               | Vilafranca del Penedès | casa                     | Estil: arquitectura eclèctica 1884                                                                                    | 41° 20′ 40″ N, 1° 41′ 53″ E / 41.3445°N,1.69819°E ca:Rambla de Sant Francesc, 26                                                                 | bé cultural d'interès local                | Casa Torner i Güell                                           | Modifica les dades a Wikidata |
|        | Casa Torrents i Miret                             | Vilafranca del Penedès | casa                     | Arquitecte: Santiago Güell i Grau Estil: arquitectura eclèctica 1899                                                  | 41° 20′ 53″ N, 1° 41′ 49″ E / 41.348°N,1.69708°E ca:Plaça del Vall del Castell, cantonada plaça de la Constitució                                | bé cultural d'interès local                | Casa Torrents i Miret                                         | Modifica les dades a Wikidata |
|        | Casa Torres                                       | Vilafranca del Penedès | casa                     | Arquitecte: Santiago Güell i Grau Estil: modernisme català arquitectura eclèctica 1873                                | 41° 20′ 43″ N, 1° 42′ 11″ E / 41.3453°N,1.70314°E ca:Carrer de Miser Rufet, 7 / Pl. Estació, 1                                                   | bé cultural d'interès local                | Casa Torres (Vilafranca del Penedès)                          | Modifica les dades a Wikidata |
|        | Casa Vallès                                       | Vilafranca del Penedès | casa                     | Arquitecte: Antoni Pons i Domínguez 1929 Estat: enderrocat o destruït                                                 | 41° 20′ 29″ N, 1° 41′ 58″ E / 41.34151°N,1.69944°E ca:Carrer del Bisbe Morgades, 43                                                              |                                            |                                                               | Modifica les dades a Wikidata |
|        | Casa Vicenç Mestres                               | Vilafranca del Penedès | casa                     | Arquitecte: Santiago Güell i Grau Estil: arquitectura modernista 1904                                                 | 41° 20′ 47″ N, 1° 41′ 43″ E / 41.3463°N,1.69535°E ca:Hermenegild Clascar, 21-23                                                                  | bé cultural d'interès local                | Casa Vicenç Mestres                                           | Modifica les dades a Wikidata |
|        | Casa Vídua Just                                   | Vilafranca del Penedès | casa                     | Arquitecte: Santiago Güell i Grau Estil: arquitectura eclèctica 1906                                                  | 41° 20′ 37″ N, 1° 41′ 50″ E / 41.3437°N,1.69717°E ca:Avinguda de Tarragona, 24-26                                                                | bé cultural d'interès local                | Casa Vídua Just                                               | Modifica les dades a Wikidata |
|        | Casa de Josep Serdà i Vallès                      | Vilafranca del Penedès | casa                     | Arquitecte: Santiago Güell i Grau Estil: arquitectura eclèctica 1879                                                  | 41° 20′ 45″ N, 1° 41′ 52″ E / 41.3458°N,1.69784°E ca:Rambla de Sant Francesc, 11-13                                                              | bé integrant del patrimoni cultural català | Casa de Josep Serdà i Vallès                                  | Modifica les dades a Wikidata |
|        | Casa de la Rúbia                                  | Vilafranca del Penedès | casa                     | Estil: arquitectura popular 18th century                                                                              | 41° 20′ 58″ N, 1° 42′ 04″ E / 41.3495°N,1.70125°E ca:Carrer de Montserrat, 16                                                                    | bé integrant del patrimoni cultural català | Casa de la Rúbia                                              | Modifica les dades a Wikidata |
|        | Casa fundació Mas Llorenç-Pascual                 | Vilafranca del Penedès | casa                     | 1855 | 41° 20′ 42″ N, 1° 42′ 01″ E / 41.34499°N,1.70018°E ca:Rambla de Nostra Senyora, 39                                                               |                                            |                                                               | Modifica les dades a Wikidata |
|        | Farmàcia Guasch                                   | Vilafranca del Penedès | casa                     | Arquitecte: Santiago Güell i Grau Estil: arquitectura modernista 20th century                                         | 41° 20′ 47″ N, 1° 42′ 00″ E / 41.3464°N,1.69995°E ca:C. Parellada, 39                                                                            | bé cultural d'interès local                | Farmàcia Guasch (Vilafranca del Penedès)                      | Modifica les dades a Wikidata |
|        | cal Posas                                         | Vilafranca del Penedès | casa                     | 18th century | 41° 20′ 53″ N, 1° 41′ 47″ E / 41.347921°N,1.696304°E ca:Pl. de l'Oli, 2-4 221 msnm                                                               | bé cultural d'interès local                | Cal Posas (Vilafranca del Penedès)                            | Modifica les dades a Wikidata |
|        | casa Borruell i Panzano                           | Vilafranca del Penedès | casa                     | Arquitecte: Santiago Güell i Grau 19th century                                                                        | 41° 20′ 46″ N, 1° 42′ 03″ E / 41.346146°N,1.700738°E ca:C. Parellada, 57 224 msnm                                                                | bé cultural d'interès local                | Casa Borruell i Panzano                                       | Modifica les dades a Wikidata |
|        | casa Carbonell                                    | Vilafranca del Penedès | casa                     | Estil: arquitectura eclèctica 19th century                                                                            | 41° 20′ 49″ N, 1° 41′ 54″ E / 41.347051°N,1.698214°E ca:Pl. de la Constitució, 3 225 msnm                                                        | bé cultural d'interès local                | Casa Carbonell (Vilafranca del Penedès)                       | Modifica les dades a Wikidata |
|        | casa Clascar                                      | Vilafranca del Penedès | casa                     | 17th century | 41° 20′ 52″ N, 1° 42′ 00″ E / 41.347893°N,1.700016°E ca:C. de la Font, 28 222 msnm                                                               | bé cultural d'interès local                | Casa Clascar                                                  | Modifica les dades a Wikidata |
|        | casa Fortuny del carrer Parellada                 | Vilafranca del Penedès | casa                     | 18th century | 41° 20′ 47″ N, 1° 41′ 59″ E / 41.34646°N,1.699744°E ca:C. de la Parellada, 33 224 msnm                                                           | bé cultural d'interès local                | Casa Fortuny del carrer Parellada                             | Modifica les dades a Wikidata |
|        | casa Maria Ferret                                 | Vilafranca del Penedès | casa                     | Estil: noucentisme 1920                                                                                               | 41° 20′ 48″ N, 1° 42′ 13″ E / 41.3468°N,1.70374°E ca:Carrer Cid, 19                                                                              | bé integrant del patrimoni cultural català | Casa Maria Ferret                                             | Modifica les dades a Wikidata |
|        | casa Milà de Ferran                               | Vilafranca del Penedès | casa                     | 15th century | 41° 20′ 52″ N, 1° 41′ 57″ E / 41.34786°N,1.699214°E ca:C. dels Ferrers, 38 222 msnm                                                              | bé cultural d'interès local                | Casa Milà de Ferran                                           | Modifica les dades a Wikidata |
|        | casa Parés                                        | Vilafranca del Penedès | casa                     | Estil: arquitectura eclèctica 1871                                                                                    | 41° 20′ 44″ N, 1° 42′ 03″ E / 41.345445°N,1.700908°E ca:Rbla. de Nostra Senyora, 21 223 msnm                                                     | bé cultural d'interès local                | Casa Parés (Vilafranca del Penedès)                           | Modifica les dades a Wikidata |
|        | casa Pelegrí Güell                                | Vilafranca del Penedès | casa                     | 19th century | 41° 20′ 45″ N, 1° 41′ 59″ E / 41.3458°N,1.69966°E ca:Carrer de la Palma, 12                                                                      | bé cultural d'interès local                | Casa Pelegrí Güell                                            | Modifica les dades a Wikidata |
|        | casa Pladellorens                                 | Vilafranca del Penedès | casa                     | 19th century | 41° 22′ 19″ N, 1° 43′ 26″ E / 41.371807°N,1.723903°E ca:Ctra. C-243 Km 8,6 239 msnm                                                              | bé cultural d'interès local                | Casa Pladellorens                                             | Modifica les dades a Wikidata |
|        | casa Trabal i Tauler                              | Vilafranca del Penedès | casa                     | Arquitecte: Santiago Güell i Grau Estil: arquitectura eclèctica 19th century                                          | 41° 20′ 49″ N, 1° 41′ 47″ E / 41.347045°N,1.696285°E ca:Pl. Jaume I, 13-15 222 msnm                                                              | bé cultural d'interès local                | Casa Trabal i Tauler                                          | Modifica les dades a Wikidata |
|        | casa del carrer Cid, número 32                    | Vilafranca del Penedès | casa                     | 19th century | 41° 20′ 49″ N, 1° 42′ 13″ E / 41.34685°N,1.70349°E ca:Carrer Cid, 32                                                                             |                                            |                                                               | Modifica les dades a Wikidata |
|        | casa del carrer Pere Alegret número 46            | Vilafranca del Penedès | casa                     | 1886 | 41° 20′ 53″ N, 1° 42′ 15″ E / 41.34797°N,1.70428°E ca:Carrer de Pere Alegret, 46                                                                 |                                            |                                                               | Modifica les dades a Wikidata |
|        | casa del carrer de la Parellada, número 49        | Vilafranca del Penedès | casa                     | 19th century | 41° 20′ 46″ N, 1° 42′ 02″ E / 41.34623°N,1.70043°E ca:Carrer de la Parellada, 49                                                                 |                                            |                                                               | Modifica les dades a Wikidata |
|        | cases de comparet al carrer Sant Pere             | Vilafranca del Penedès | casa                     | Estil: arquitectura popular 19th century                                                                              | 41° 20′ 34″ N, 1° 41′ 42″ E / 41.3427°N,1.69502°E ca:Carrer de Sant Pere, 92 a 128                                                               | bé integrant del patrimoni cultural català | Cases de comparet al carrer Sant Pere                         | Modifica les dades a Wikidata |
|        | cases de comparet del carrer de Sant Julià        | Vilafranca del Penedès | casa                     | 19th century | 41° 20′ 43″ N, 1° 41′ 45″ E / 41.34535°N,1.69579°E ca:Carrer de Sant Julià, 10 i 12                                                              |                                            |                                                               | Modifica les dades a Wikidata |
|        | cases del carrer Pere Alegret números 30, 32 i 34 | Vilafranca del Penedès | casa                     | 19th century | 41° 20′ 52″ N, 1° 42′ 15″ E / 41.3478°N,1.70412°E ca:Carrer de Pere Alegret 30, 32 i 34                                                          |                                            |                                                               | Modifica les dades a Wikidata |
|        | cases del carrer del Cid números 10 i 12          | Vilafranca del Penedès | casa                     | 19th century | 41° 20′ 50″ N, 1° 42′ 11″ E / 41.34713°N,1.70304°E ca:Carrer Cid, 10 i 12                                                                        |                                            |                                                               | Modifica les dades a Wikidata |
|        | habitatge a la plaça Llorens i Barba, 21          | Vilafranca del Penedès | casa                     | Estat: enderrocat o destruït                                                                                          | 41° 20′ 45″ N, 1° 42′ 00″ E / 41.3458°N,1.69995°E                                                                                                | bé integrant del patrimoni cultural català | Plaça Llorens i Barba, 2                                      | Modifica les dades a Wikidata |
|        | habitatge al carrer de Santa Digna, 36            | Vilafranca del Penedès | casa                     | Estil: arquitectura eclèctica Estat: enderrocat o destruït                                                            | 41° 20′ 36″ N, 1° 41′ 51″ E / 41.3434°N,1.69743°E                                                                                                | bé integrant del patrimoni cultural català | Carrer Santa Digna, 36                                        | Modifica les dades a Wikidata |
|        | habitatge al carrer dels Ferrers, 60              | Vilafranca del Penedès | casa                     | Arquitecte: Eugeni Campllonch i Parés Estil: modernisme català 1908                                                   | 41° 20′ 54″ N, 1° 41′ 58″ E / 41.3484°N,1.69952°E ca:Carrer dels Ferrers, 60                                                                     | bé integrant del patrimoni cultural català | Carrer Ferrers 60                                             | Modifica les dades a Wikidata |
|        | habitatges al carrer Casal                        | Vilafranca del Penedès | casa                     | Estil: arquitectura popular 19th century                                                                              | 41° 20′ 39″ N, 1° 42′ 02″ E / 41.3442°N,1.70054°E ca:Carrer del Casal, 6, 8, 10, 12, 14 i 16                                                     | bé integrant del patrimoni cultural català | Carrer Casal, 16-18                                           | Modifica les dades a Wikidata |
|        | habitatges al carrer d'Amàlia Soler, 45-49        | Vilafranca del Penedès | casa                     | Estil: arquitectura popular 19th century                                                                              | 41° 20′ 34″ N, 1° 41′ 59″ E / 41.3427°N,1.69965°E ca:Carrer d'Amàlia Soler, 45, 47 i 49                                                          | bé integrant del patrimoni cultural català | Carrer Amàlia Soler, 45-49                                    | Modifica les dades a Wikidata |
|        | habitatges al carrer de Pere Alagret, 2-12        | Vilafranca del Penedès | casa                     | Estil: arquitectura popular 19th century                                                                              | 41° 20′ 50″ N, 1° 42′ 13″ E / 41.3473°N,1.70361°E ca:Carrer de Pere Alegret, 4, 6, 8, 10 i 12                                                    | bé integrant del patrimoni cultural català | Carrer Pere Alagret, 2-12                                     | Modifica les dades a Wikidata |
|        | habitatges al carrer de Ramon Freixas, 10-16      | Vilafranca del Penedès | casa                     | Estil: noucentisme | 41° 20′ 30″ N, 1° 41′ 59″ E / 41.3418°N,1.69975°E                                                                                                | bé integrant del patrimoni cultural català | Carrer Ramon Freixes 10-16                                    | Modifica les dades a Wikidata |
|        | habitatges al carrer de Sant Julià, 11-15         | Vilafranca del Penedès | casa                     | Estil: arquitectura popular                                                                                           | 41° 20′ 43″ N, 1° 41′ 45″ E / 41.3454°N,1.6957°E                                                                                                 | bé integrant del patrimoni cultural català | Cases al carrer de Sant Julià, 11-15 (Vilafranca del Penedès) | Modifica les dades a Wikidata |
|        | la Sort                                           | Vilafranca del Penedès | casa                     | | 41° 21′ 24″ N, 1° 41′ 52″ E / 41.35680355122789°N,1.6978007555007937°E                                                                           |                                            |                                                               | Modifica les dades a Wikidata |

## creu de terme
| imatge | Nom                            | Ubicat a               | instància de  | Detalls                                 | coordenades | Protecció                   | Commons (més fotos)                 | Dades a WD                    |
| ------ | ------------------------------ | ---------------------- | ------------- | --------------------------------------- | --- | --------------------------- | ----------------------------------- | ----------------------------- |
|        | creu de Santa Digna            | Vilafranca del Penedès | creu de terme | Estil: arquitectura gòtica 15th century | 41° 20′ 33″ N, 1° 42′ 05″ E / 41.342392°N,1.701519°E ca:Pg. de Rafael Soler - c. de Santa Digna 219 msnm                           | bé cultural d'interès local | Creu de Santa Digna                 | Modifica les dades a Wikidata |
|        | creu de la Pelegrina           | Vilafranca del Penedès | creu de terme | 15th century                            | 41° 21′ 26″ N, 1° 42′ 02″ E / 41.357326°N,1.700643°E ca:Ctra. de Guardiola - av. de la Pelegrina 232 msnm                          | bé cultural d'interès local | Creu de la Pelegrina                | Modifica les dades a Wikidata |
|        | creu de terme de Sant Salvador | Vilafranca del Penedès | creu de terme | Estil: arquitectura gòtica 14th century | 41° 20′ 29″ N, 1° 41′ 39″ E / 41.3415°N,1.6943°E ca:Sant Pere / Av. Tarragona                                                      | bé cultural d'interès local | Creu de terme de Sant Salvador      | Modifica les dades a Wikidata |
|        | creu dels Cirerers             | Vilafranca del Penedès | creu de terme | 15th century                            | 41° 20′ 53″ N, 1° 42′ 39″ E / 41.348153°N,1.710695°E ca:Camí vell de Barcelona - camí de la Bòvila 216 msnm                        | bé cultural d'interès local | Creu dels Cirerers                  | Modifica les dades a Wikidata |
|        | la Creueta                     | Vilafranca del Penedès | creu de terme | 15th century                            | 41° 20′ 57″ N, 1° 41′ 15″ E / 41.3491096496582°N,1.6875590085983276°E ca:Antic camí de Sant Martí Sarroca, al costat de la Fassina |                             | La Creueta (Vilafranca del Penedès) | Modifica les dades a Wikidata |

## curs d'aigua
| imatge | Nom             | Ubicat a                                                                         | instància de | Detalls                                 | coordenades | Protecció | Commons (més fotos) | Dades a WD                    |
| ------ | --------------- | -------------------------------------------------------------------------------- | ------------ | --------------------------------------- | --- | --------- | ------------------- | ----------------------------- |
|        | riera de Llitrà | Vilafranca del Penedès Vilobí del Penedès Santa Margarida i els Monjos           | curs d'aigua | Desemboca: Foix                         | 41° 19′ 00″ N, 1° 40′ 08″ E / 41.316644°N,1.668995°E ca:Al SE del nucli dels Monjos.                                     |           |                     | Modifica les dades a Wikidata |
|        | riera de Ribes  | les Cabanyes Vilafranca del Penedès Olèrdola Canyelles Sant Pere de Ribes Sitges | curs d'aigua | Desemboca: mar Mediterrània Llarg: 18km | 41° 22′ 39″ N, 1° 41′ 27″ E / 41.37753°N,1.69084°E 41° 13′ 25″ N, 1° 46′ 59″ E / 41.223604°N,1.783024°E ca:Zona Terramar |           | Riera de Ribes      | Modifica les dades a Wikidata |

## edifici
| imatge | Nom                                                    | Ubicat a               | instància de                             | Detalls | coordenades                                                                            | Protecció                                  | Commons (més fotos)                                                 | Dades a WD                    |
| ------ | ------------------------------------------------------ | ---------------------- | ---------------------------------------- | --- | -------------------------------------------------------------------------------------- | ------------------------------------------ | ------------------------------------------------------------------- | ----------------------------- |
|        | Antic Hospital Comarcal                                | Vilafranca del Penedès | edifici                                  | Arquitecte: August Font i Carreras Estil: arquitectura eclèctica 19th century                                   | 41° 20′ 41″ N, 1° 41′ 49″ E / 41.3447°N,1.69688°E ca:C. Sant Pere, 3.                  | bé integrant del patrimoni cultural català | Antic Hospital Comarcal (Vilafranca del Penedès)                    | Modifica les dades a Wikidata |
|        | Arxiu comarcal                                         | Vilafranca del Penedès | edifici                                  | 1997 | 41° 20′ 27″ N, 1° 42′ 05″ E / 41.34081°N,1.70136°E ca:Avinguda d'Europa, 6-8           |                                            |                                                                     | Modifica les dades a Wikidata |
|        | Asil Inglada Via                                       | Vilafranca del Penedès | edifici                                  | Arquitecte: Santiago Güell i Grau Estil: arquitectura modernista 1914                                           | 41° 20′ 47″ N, 1° 41′ 43″ E / 41.3463°N,1.69537°E ca:Hermenegild Clascar, 15-19        | bé cultural d'interès local                | Asil Inglada Via                                                    | Modifica les dades a Wikidata |
|        | Auditori municipal                                     | Vilafranca del Penedès | edifici                                  | 2007 | 41° 20′ 56″ N, 1° 41′ 18″ E / 41.34881°N,1.68845°E ca:Avinguda de Catalunya, s/n       |                                            |                                                                     | Modifica les dades a Wikidata |
|        | Caixa Manresa                                          | Vilafranca del Penedès | edifici                                  | 19th century | 41° 20′ 44″ N, 1° 41′ 59″ E / 41.34552°N,1.69964°E ca:Carrer de la Palma, 37           |                                            |                                                                     | Modifica les dades a Wikidata |
|        | Cal Peret Carrau                                       | Vilafranca del Penedès | edifici masia                            | | 41° 20′ 48″ N, 1° 43′ 44″ E / 41.3465598561191°N,1.72887234168216°E                    |                                            |                                                                     | Modifica les dades a Wikidata |
|        | Casa de la Festa Major de Vilafranca del Penedès       | Vilafranca del Penedès | edifici                                  | Arquitecte: Santiago Güell i Grau Estil: noucentisme 1911                                                       | 41° 20′ 52″ N, 1° 41′ 49″ E / 41.3478°N,1.69680833°E ca:Plaça del Vall del Castell, 14 | bé cultural d'interès local                | Mercat de Gallines i Menuts                                         | Modifica les dades a Wikidata |
|        | Casino Unió Comercial                                  | Vilafranca del Penedès | edifici organització sense ànim de lucre | Arquitecte: Antoni Pons i Domínguez Estil: arquitectura eclèctica                                               | 41° 20′ 43″ N, 1° 41′ 54″ E / 41.3453°N,1.69847°E ca:Rambla de Sant Francesc, 25       | bé cultural d'interès local                | Casino Unió Comercial                                               | Modifica les dades a Wikidata |
|        | Centre Agrícola                                        | Vilafranca del Penedès | edifici                                  | Arquitecte: August Font i Carreras Estil: modernisme català arquitectura eclèctica 1892                         | 41° 20′ 42″ N, 1° 41′ 59″ E / 41.3449°N,1.69986°E ca:Passatge d'Alcover, 6             | bé cultural d'interès local                | Centre Agrícola (Vilafranca del Penedès)                            | Modifica les dades a Wikidata |
|        | Centre històric de Vilafranca del Penedès              | Vilafranca del Penedès | edifici                                  | | 41° 20′ 48″ N, 1° 41′ 50″ E / 41.3466°N,1.6973°E ca:Casc Antic                         | bé cultural d'interès local                | Centre històric de Vilafranca del Penedès                           | Modifica les dades a Wikidata |
|        | Col·legi de Sant Josep                                 | Vilafranca del Penedès | edifici                                  | Estil: neoclassicisme 1827                                                                                      | 41° 20′ 42″ N, 1° 41′ 52″ E / 41.345°N,1.69769°E ca:Rambla de Sant Francesc, 14        | bé cultural d'interès local                | Col·legi de Sant Josep (Vilafranca del Penedès)                     | Modifica les dades a Wikidata |
|        | Consell Comarcal de l'Alt Penedès                      | Vilafranca del Penedès | edifici                                  | | 41° 20′ 45″ N, 1° 41′ 46″ E / 41.3459418968264°N,1.6961817316713°E                     |                                            |                                                                     | Modifica les dades a Wikidata |
|        | Convent de les Germanes de la Vetlla                   | Vilafranca del Penedès | edifici                                  | Arquitecte: Santiago Güell i Grau Estil: arquitectura eclèctica 1899                                            | 41° 20′ 52″ N, 1° 41′ 40″ E / 41.3478°N,1.69446°E ca:Ponent, 56-58                     | bé cultural d'interès local                | Convent de les Germanes de la Vetlla                                | Modifica les dades a Wikidata |
|        | Convent del Carme                                      | Vilafranca del Penedès | edifici                                  | | 41° 21′ 06″ N, 1° 41′ 05″ E / 41.351566694746°N,1.68467758571856°E                     |                                            |                                                                     | Modifica les dades a Wikidata |
|        | Convent dels Trinitaris                                | Vilafranca del Penedès | edifici                                  | Estil: Renaixement                                                                                              | 41° 20′ 53″ N, 1° 41′ 59″ E / 41.348°N,1.69968°E ca:Font, 45                           | bé cultural d'interès local                | Convent dels Trinitaris (Vilafranca del Penedès)                    | Modifica les dades a Wikidata |
|        | Convent of Sant Francesc                               | Vilafranca del Penedès | edifici                                  | Estil: arquitectura gòtica arquitectura del Renaixement arquitectura popular                                    | 41° 20′ 43″ N, 1° 41′ 50″ E / 41.3452°N,1.6972°E                                       | bé cultural d'interès local                | Convent de Sant Francesc (Vilafranca del Penedès)                   | Modifica les dades a Wikidata |
|        | Electra Vilafranquina                                  | Vilafranca del Penedès | edifici                                  | Arquitecte: Santiago Güell i Grau Estil: modernisme català arquitectura modernista Estat: enderrocat o destruït | 41° 20′ 50″ N, 1° 42′ 05″ E / 41.3473°N,1.70129°E                                      | bé integrant del patrimoni cultural català | L'Electra Vilafranquina                                             | Modifica les dades a Wikidata |
|        | Escorxador                                             | Vilafranca del Penedès | edifici                                  | Arquitecte: Santiago Güell i Grau 19th century                                                                  | 41° 20′ 58″ N, 1° 41′ 48″ E / 41.34932°N,1.6967°E ca:C. de l'Escorxador, 19-25         | bé cultural d'interès local                | Escorxador (Vilafranca del Penedès)                                 | Modifica les dades a Wikidata |
|        | Fàbrica d'alcohol Just                                 | Vilafranca del Penedès | edifici                                  | Arquitecte: Josep Maria Miró i Guibernau 1941                                                                   | 41° 20′ 57″ N, 1° 41′ 20″ E / 41.3493°N,1.68887°E ca:Av. Catalunya, 22                 | bé integrant del patrimoni cultural català | Naus industrials de la Fassina Just                                 | Modifica les dades a Wikidata |
|        | Fàbrica de Licors i Caves Mascaró                      | Vilafranca del Penedès | edifici                                  | Arquitecte: Santiago Güell i Grau Estil: arquitectura modernista 1912                                           | 41° 20′ 39″ N, 1° 42′ 03″ E / 41.3441°N,1.70086°E ca:Carrer del Casal, 5-9             | bé cultural d'interès local                | Fàbrica de Licors i Caves Mascaró                                   | Modifica les dades a Wikidata |
|        | Magatzem Devisa                                        | Vilafranca del Penedès | edifici                                  | Arquitecte: Antoni Pons i Domínguez Estil: noucentisme 20th century                                             | 41° 20′ 33″ N, 1° 42′ 09″ E / 41.34243°N,1.70242°E ca:C. Comerç, 41                    | bé integrant del patrimoni cultural català | Magatzem Devisa                                                     | Modifica les dades a Wikidata |
|        | Magatzem Isidre Figueras                               | Vilafranca del Penedès | edifici                                  | Arquitecte: Antoni Pons i Domínguez 1919                                                                        | 41° 20′ 33″ N, 1° 42′ 09″ E / 41.34258°N,1.70243°E ca:C. del Comerç, 40 220 msnm       |                                            | Magatzem Isidre Figueras                                            | Modifica les dades a Wikidata |
|        | Magatzem Jean Mory                                     | Vilafranca del Penedès | edifici                                  | Arquitecte: Santiago Güell i Grau Estil: noucentisme 1917                                                       | 41° 20′ 45″ N, 1° 42′ 13″ E / 41.3458°N,1.70348°E ca:Carrer Sol, 26                    | bé integrant del patrimoni cultural català | Magatzem Mory                                                       | Modifica les dades a Wikidata |
|        | Magatzem Montserrat                                    | Vilafranca del Penedès | edifici                                  | 1895 | 41° 20′ 37″ N, 1° 42′ 11″ E / 41.34357°N,1.70319°E ca:Carrer del Comerç, 30            |                                            |                                                                     | Modifica les dades a Wikidata |
|        | Magatzem Torras i Vendrell                             | Vilafranca del Penedès | edifici                                  | 1881 | 41° 20′ 41″ N, 1° 42′ 15″ E / 41.34478°N,1.70428°E ca:Carrer del Comerç, 21 i 22       |                                            |                                                                     | Modifica les dades a Wikidata |
|        | Magatzem de Magí Figueres i Galofré                    | Vilafranca del Penedès | edifici                                  | Arquitecte: Santiago Güell i Grau Estil: arquitectura modernista 1904                                           | 41° 20′ 46″ N, 1° 41′ 49″ E / 41.346°N,1.69682°E ca:Carrer General Prim, 12-14         | bé cultural d'interès local                | Magatzem de Magí Figueres i Galofré                                 | Modifica les dades a Wikidata |
|        | Magatzem de vi Campamà                                 | Vilafranca del Penedès | edifici                                  | Arquitecte: Antoni Pons i Domínguez Estil: noucentisme Estat: enderrocat o destruït                             | 41° 20′ 31″ N, 1° 41′ 57″ E / 41.3419°N,1.69907°E                                      | bé integrant del patrimoni cultural català | Magatzem de vi Campamà                                              | Modifica les dades a Wikidata |
|        | Magatzems Berger                                       | Vilafranca del Penedès | edifici                                  | Arquitecte: Antoni Pons i Domínguez Estil: noucentisme 1920                                                     | 41° 20′ 57″ N, 1° 42′ 22″ E / 41.3492°N,1.7062°E ca:Carrer de Pere Alegret, 90-92      | bé cultural d'interès local                | Magatzems Berger                                                    | Modifica les dades a Wikidata |
|        | Magatzems Cortina i Companyia                          | Vilafranca del Penedès | edifici                                  | Arquitecte: Santiago Güell i Grau 1895                                                                          | 41° 20′ 38″ N, 1° 42′ 13″ E / 41.34387°N,1.7036°E ca:Carrer del Comerç, 28 i 29        |                                            |                                                                     | Modifica les dades a Wikidata |
|        | Magatzems Fèlix Via                                    | Vilafranca del Penedès | edifici                                  | 1881 | 41° 20′ 39″ N, 1° 42′ 14″ E / 41.34428°N,1.70378°E ca:Carrer del Comerç, 26 i 27       |                                            |                                                                     | Modifica les dades a Wikidata |
|        | Mercat de la Carn                                      | Vilafranca del Penedès | edifici mercat cobert                    | Arquitecte: Adrià Casademunt i Vidal Estil: arquitectura eclèctica 1878                                         | 41° 20′ 52″ N, 1° 41′ 46″ E / 41.3477°N,1.69623°E ca:Plaça de l'Oli, 1                 | bé cultural d'interès local                | Mercat de la Carn (Vilafranca del Penedès)                          | Modifica les dades a Wikidata |
|        | Residència Mare Ràfols                                 | Vilafranca del Penedès | edifici                                  | Arquitecte: Josep Alemany i Juvé Josep Maria Sagnier i Vidal-Ribas Estil: arquitectura eclèctica 1936           | 41° 20′ 15″ N, 1° 42′ 37″ E / 41.3374°N,1.71021°E ca:Al sud del municipi               | bé cultural d'interès local                | Residència Mare Ràfols                                              | Modifica les dades a Wikidata |
|        | Teatre de la Societat La Principal                     | Vilafranca del Penedès | edifici                                  | Arquitecte: Andreu Audet i Puig 1921                                                                            | 41° 20′ 41″ N, 1° 42′ 02″ E / 41.34481°N,1.70055°E ca:Rambla de Nostra Senyora, 35-37  | bé cultural d'interès local                | Teatre La Principal (Vilafranca del Penedès)                        | Modifica les dades a Wikidata |
|        | Teatre municipal Cal Bolet                             | Vilafranca del Penedès | edifici teatre                           | Estil: arquitectura eclèctica 1886                                                                              | 41° 20′ 40″ N, 1° 41′ 59″ E / 41.3444°N,1.69982°E ca:Carrer Bolet, 3                   | bé cultural d'interès local                | Cinema Bolet (Vilafranca del Penedès)                               | Modifica les dades a Wikidata |
|        | edifici al passatge Regull                             | Vilafranca del Penedès | edifici                                  | Arquitecte: Santiago Güell i Grau Estil: arquitectura eclèctica 1932                                            | 41° 20′ 51″ N, 1° 41′ 55″ E / 41.3474°N,1.69856°E ca:Ferrers, 15                       | bé integrant del patrimoni cultural català | Edifici al passatge Regull                                          | Modifica les dades a Wikidata |
|        | edifici d'habitatges i oficines a l'avinguda Tarragona | Vilafranca del Penedès | edifici edifici residencial              | | 41° 20′ 36″ N, 1° 41′ 50″ E / 41.34338°N,1.69731°E                                     | bé integrant del patrimoni cultural català |                                                                     | Modifica les dades a Wikidata |
|        | edifici de la Caixa d'Estalvis del Penedès             | Vilafranca del Penedès | edifici                                  | Arquitecte: Eusebi Bona i Puig Estil: academicisme 1952                                                         | 41° 20′ 45″ N, 1° 42′ 03″ E / 41.3459°N,1.70078°E ca:Rambla de Nostra Senyora, 2       | bé integrant del patrimoni cultural català | Edifici de la Caixa d'Estalvis del Penedès (Vilafranca del Penedès) | Modifica les dades a Wikidata |

## edifici industrial
| imatge | Nom                         | Ubicat a               | instància de       | Detalls | coordenades | Protecció | Commons (més fotos)         | Dades a WD                    |
| ------ | --------------------------- | ---------------------- | ------------------ | ------- | --- | --------- | --------------------------- | ----------------------------- |
|        | Heretat Mas Tinell          | Vilafranca del Penedès | edifici industrial |         | 41° 21′ 10″ N, 1° 41′ 06″ E / 41.35282516479492°N,1.6848770380020142°E ca:Crtra. Vilafranca a Sant Martí Sarroca, km. 0,5 |           |                             | Modifica les dades a Wikidata |
|        | Magatzems del carrer Comerç | Vilafranca del Penedès | edifici industrial |         | 41° 20′ 38″ N, 1° 42′ 15″ E / 41.343788146972656°N,1.7040289640426636°E ca:Comerç                                         |           | Magatzems del carrer Comerç | Modifica les dades a Wikidata |
|        | magatzems Marrugat          | Vilafranca del Penedès | edifici industrial |         | 41° 21′ 26″ N, 1° 42′ 24″ E / 41.357347137632566°N,1.7066144943237307°E                                                   |           |                             | Modifica les dades a Wikidata |

## edifici residencial
| imatge | Nom                     | Ubicat a               | instància de             | Detalls                               | coordenades | Protecció | Commons (més fotos) | Dades a WD                    |
| ------ | ----------------------- | ---------------------- | ------------------------ | ------------------------------------- | --- | --------- | ------------------- | ----------------------------- |
|        | Casa Guasch i Estalella | Vilafranca del Penedès | edifici residencial casa | Estil: modernisme català 19th century | 41° 20′ 47″ N, 1° 42′ 00″ E / 41.346336364746094°N,1.7000319957733154°E 41° 20′ 47″ N, 1° 42′ 01″ E / 41.3463°N,1.7002°E ca:Parellada, 39 |           |                     | Modifica les dades a Wikidata |
|        | Casa Joan Soler Bosch   | Vilafranca del Penedès | edifici residencial      |                                       | 41° 20′ 50″ N, 1° 41′ 57″ E / 41.347225189208984°N,1.6990982294082642°E ca:Font, 13                                                       |           |                     | Modifica les dades a Wikidata |
|        | Casa Josefa Florit      | Vilafranca del Penedès | edifici residencial      | Estil: modernisme català              | 41° 20′ 51″ N, 1° 41′ 52″ E / 41.347415924072266°N,1.6978307962417605°E ca:Plaça de la Constitució, 26                                    |           |                     | Modifica les dades a Wikidata |
|        | Casa Pau Solsona        | Vilafranca del Penedès | edifici residencial      | Estil: modernisme català              | 41° 20′ 50″ N, 1° 41′ 53″ E / 41.34708786010742°N,1.698011040687561°E ca:Plaça de la Constitució, 9                                       |           |                     | Modifica les dades a Wikidata |
|        | Casa Vidal i Folquet    | Vilafranca del Penedès | edifici residencial      | Estil: modernisme català              | 41° 20′ 55″ N, 1° 42′ 02″ E / 41.34856796264648°N,1.7006679773330688°E ca:Font, 59                                                        |           |                     | Modifica les dades a Wikidata |

## element arquitectònic
| imatge | Nom                        | Ubicat a               | instància de          | Detalls      | coordenades                                                                                             | Protecció | Commons (més fotos) | Dades a WD                    |
| ------ | -------------------------- | ---------------------- | --------------------- | ------------ | --- | --------- | ------------------- | ----------------------------- |
|        | Capelleta a la Mare de Déu | Vilafranca del Penedès | element arquitectònic | 1731         | 41° 20′ 49″ N, 1° 41′ 51″ E / 41.34684°N,1.69742°E ca:Plaça de Santa Maria cantonada carrer Santa Maria |           |                     | Modifica les dades a Wikidata |
|        | Finestra de la Pia Almoina | Vilafranca del Penedès | element arquitectònic | 15th century | 41° 20′ 49″ N, 1° 41′ 57″ E / 41.34692°N,1.69903°E ca:Carrer de la Font, 4-6                            |           |                     | Modifica les dades a Wikidata |
|        | Portal de l'espirall       | Vilafranca del Penedès | element arquitectònic | 1979         | 41° 21′ 03″ N, 1° 42′ 06″ E / 41.35076°N,1.70176°E ca:Carrer de Montserrat amb carrer de mossèn Coy     |           |                     | Modifica les dades a Wikidata |

## entitat singular de població
| imatge | Nom                    | Ubicat a               | instància de                                   | Detalls   | coordenades                                                                | Protecció | Commons (més fotos) | Dades a WD                    |
| ------ | ---------------------- | ---------------------- | ---------------------------------------------- | --------- | -------------------------------------------------------------------------- | --------- | ------------------- | ----------------------------- |
|        | Cal Salines            | Vilafranca del Penedès | entitat singular de població                   | 48 hab    | 41° 19′ 46″ N, 1° 39′ 59″ E / 41.32950273°N,1.66626575°E 181 msnm          |           |                     | Modifica les dades a Wikidata |
|        | Pere Pau               | Vilafranca del Penedès | entitat singular de població                   | 127 hab   | 41° 20′ 57″ N, 1° 44′ 13″ E / 41.349102777778°N,1.7369666666667°E 230 msnm |           | Pere Pau            | Modifica les dades a Wikidata |
|        | Sant Pau               | Vilafranca del Penedès | entitat singular de població                   | 16 hab    | 41° 21′ 29″ N, 1° 40′ 58″ E / 41.357994°N,1.682716°E 198 msnm              |           |                     | Modifica les dades a Wikidata |
|        | Vilafranca del Penedès | Vilafranca del Penedès | entitat singular de població capital municipal | 41217 hab | 41° 20′ 46″ N, 1° 41′ 50″ E / 41.34618°N,1.69713°E 240 msnm                |           |                     | Modifica les dades a Wikidata |
|        | el Bordellet           | Vilafranca del Penedès | entitat singular de població                   | 21 hab    | 41° 21′ 48″ N, 1° 42′ 26″ E / 41.363297222222°N,1.7070861111111°E 243 msnm |           |                     | Modifica les dades a Wikidata |
|        | el Molí d'en Rovira    | Vilafranca del Penedès | entitat singular de població                   | 112 hab   | 41° 20′ 18″ N, 1° 42′ 30″ E / 41.33825°N,1.708414°E 200 msnm               |           |                     | Modifica les dades a Wikidata |

## església
| imatge | Nom                                               | Ubicat a               | instància de            | Detalls | coordenades | Protecció                      | Commons (més fotos)                                | Dades a WD                    |
| ------ | ------------------------------------------------- | ---------------------- | ----------------------- | --- | --- | ------------------------------ | -------------------------------------------------- | ----------------------------- |
|        | Basílica de Santa Maria de Vilafranca del Penedès | Vilafranca del Penedès | església basílica menor | Arquitecte: August Font i Carreras Santiago Güell i Grau Estil: arquitectura gòtica historicisme arquitectònic 13rd century | 41° 20′ 49″ N, 1° 41′ 50″ E / 41.34703°N,1.697335°E ca:Plaça de Jaume I                                                            | bé cultural d'interès nacional | Santa Maria de Vilafranca                          | Modifica les dades a Wikidata |
|        | Mare de Déu del Pilar de Vilafranca del Penedès   | Vilafranca del Penedès | església                | 1932 | 41° 20′ 15″ N, 1° 42′ 37″ E / 41.33741°N,1.710325°E ca:Crtra. Igualada-Sitges (C-244), Km. 37,4                                    | bé cultural d'interès local    | Residència Mare Ràfols                             | Modifica les dades a Wikidata |
|        | Sant Francesc de Vilafranca                       | Vilafranca del Penedès | església                | Estil: arquitectura gòtica 14th century                                                                                     | 41° 20′ 42″ N, 1° 41′ 50″ E / 41.3449°N,1.69725°E ca:Sant Pere, 3                                                                  | bé cultural d'interès local    | Església de Sant Francesc (Vilafranca del Penedès) | Modifica les dades a Wikidata |
|        | capella de Sant Joan                              | Vilafranca del Penedès | església                | Estil: arquitectura gòtica 14th century                                                                                     | 41° 20′ 47″ N, 1° 41′ 55″ E / 41.3463°N,1.69853°E ca:Plaça de Sant Joan, 2                                                         | bé cultural d'interès local    | Sant Joan de Vilafranca                            | Modifica les dades a Wikidata |
|        | capella de Sant Pelegrí                           | Vilafranca del Penedès | església                | Estil: arquitectura gòtica 14th century                                                                                     | 41° 20′ 48″ N, 1° 41′ 47″ E / 41.3468°N,1.69643°E ca:Plaça de Jaume I, 7                                                           | bé cultural d'interès local    | Capella de Sant Pelegrí (Vilafranca del Penedès)   | Modifica les dades a Wikidata |
|        | capella de Santa Maria dels Horts                 | Vilafranca del Penedès | església                | Estil: arquitectura romànica 13rd century                                                                                   | 41° 20′ 33″ N, 1° 43′ 17″ E / 41.3424°N,1.7215°E ca:Camí del Melió, després de passar l'AP-7 per damunt, el primer camí a la dreta | bé cultural d'interès local    | Santa Maria dels Horts                             | Modifica les dades a Wikidata |
|        | capella dels Dolors                               | Vilafranca del Penedès | església                | Estil: barroc 18th century                                                                                                  | 41° 20′ 49″ N, 1° 41′ 47″ E / 41.3469°N,1.69634°E ca:Plaça de Jaume I, 9                                                           | bé cultural d'interès local    | Capella dels Dolors de Vilafranca del Penedès      | Modifica les dades a Wikidata |
|        | església de la Mare de Déu de Fàtima              | Vilafranca del Penedès | església                | | 41° 20′ 33″ N, 1° 41′ 55″ E / 41.3423662°N,1.6986264°E                                                                             |                                | Mare de Déu de Fàtima de Vilafranca del Penedès    | Modifica les dades a Wikidata |
|        | església de la Trinitat                           | Vilafranca del Penedès | església                | Estil: arquitectura gòtica                                                                                                  | 41° 20′ 54″ N, 1° 42′ 00″ E / 41.3482°N,1.69995°E ca:Font, 47                                                                      | bé cultural d'interès local    | Església de la Trinitat (Vilafranca del Penedès)   | Modifica les dades a Wikidata |

## estació de ferrocarril
| imatge | Nom                               | Ubicat a               | instància de                   | Detalls                            | coordenades                                                                                        | Protecció                   | Commons (més fotos)                  | Dades a WD                    |
| ------ | --------------------------------- | ---------------------- | ------------------------------ | ---------------------------------- | -------------------------------------------------------------------------------------------------- | --------------------------- | ------------------------------------ | ----------------------------- |
|        | Estació de Vilafranca del Penedès | Vilafranca del Penedès | estació de ferrocarril         | Estil: arquitectura eclèctica 1911 | 41° 20′ 41″ N, 1° 42′ 12″ E / 41.344833333333334°N,1.7031944444444445°E ca:Plaça de l'Estació, s/n | bé cultural d'interès local | Vilafranca del Penedès train station | Modifica les dades a Wikidata |
|        | Estació de Vilafranca-TAV         | Vilafranca del Penedès | estació de ferrocarril edifici |                                    | 41° 21′ 28″ N, 1° 42′ 53″ E / 41.357697222222°N,1.7148361111111°E                                  |                             |                                      | Modifica les dades a Wikidata |

## font
| imatge | Nom                                                 | Ubicat a               | instància de | Detalls                                                           | coordenades | Protecció                   | Commons (més fotos)                        | Dades a WD                    |
| ------ | --------------------------------------------------- | ---------------------- | ------------ | ----------------------------------------------------------------- | --- | --------------------------- | ------------------------------------------ | ----------------------------- |
|        | Font Hospital Sant Francesc                         | Vilafranca del Penedès | font         | Arquitecte: August Font i Carreras 1892                           | 41° 20′ 34″ N, 1° 41′ 44″ E / 41.34289°N,1.69543°E ca:Carrer de Sant Pere, 3                                              |                             |                                            | Modifica les dades a Wikidata |
|        | font cantonada carrer Cid amb Avinguda de Barcelona | Vilafranca del Penedès | font         | 20th century                                                      | 41° 20′ 47″ N, 1° 42′ 15″ E / 41.34646°N,1.70413°E ca:Cantonada carrer Cid amb Avinguda de Barcelona                      |                             |                                            | Modifica les dades a Wikidata |
|        | font de Sant Joan                                   | Vilafranca del Penedès | font         | Arquitecte: Modest Fossas i Pi Estil: arquitectura eclèctica 1866 | 41° 20′ 46″ N, 1° 41′ 55″ E / 41.3461°N,1.69851°E ca:Plaça de Sant Joan                                                   | bé cultural d'interès local | Font de Sant Joan (Vilafranca del Penedès) | Modifica les dades a Wikidata |
|        | font de Sant Jordi                                  | Vilafranca del Penedès | font         | 1970                                                              | 41° 21′ 35″ N, 1° 41′ 00″ E / 41.35971°N,1.68331°E ca:Turó de Sant Pau, a 50 metres de l'ermita                           |                             |                                            | Modifica les dades a Wikidata |
|        | font de Sant Pau                                    | Vilafranca del Penedès | font         |                                                                   | 41° 21′ 32″ N, 1° 40′ 56″ E / 41.35878°N,1.68226°E ca:Turó de Sant Pau, al costat de l'ermita                             |                             |                                            | Modifica les dades a Wikidata |
|        | font de Sant Sebastià                               | Vilafranca del Penedès | font         | 21st century                                                      | 41° 20′ 54″ N, 1° 41′ 58″ E / 41.34821°N,1.69936°E ca:Carrer dels Ferrers, cantonada carrer de la fruita                  |                             |                                            | Modifica les dades a Wikidata |
|        | font de la Plaça de Sant Julià                      | Vilafranca del Penedès | font         | 20th century                                                      | 41° 20′ 40″ N, 1° 41′ 42″ E / 41.34452°N,1.69501°E ca:Plaça de Sant Julià                                                 |                             |                                            | Modifica les dades a Wikidata |
|        | font de la Rambla de Nostra Senyora                 | Vilafranca del Penedès | font         | 20th century                                                      | 41° 20′ 45″ N, 1° 42′ 04″ E / 41.34579°N,1.70113°E ca:Rambla de Nostra Senyora / Av. Barcelona                            |                             |                                            | Modifica les dades a Wikidata |
|        | font de la plaça del Vall del Castell               | Vilafranca del Penedès | font         | Arquitecte: Antoni Pons i Domínguez 20th century                  | 41° 20′ 53″ N, 1° 41′ 49″ E / 41.347917°N,1.696854°E ca:Pl. del Vall del Castell 222 msnm                                 | bé cultural d'interès local | Font de la plaça del Vall del Castell      | Modifica les dades a Wikidata |
|        | font del Carme                                      | Vilafranca del Penedès | font         | 1944                                                              | 41° 20′ 51″ N, 1° 41′ 58″ E / 41.3474°N,1.69934°E ca:Font / Galceran                                                      | bé cultural d'interès local | Font del Carme (Vilafranca del Penedès)    | Modifica les dades a Wikidata |
|        | font del Carrer Bisbe Estalella                     | Vilafranca del Penedès | font         | 20th century                                                      | 41° 20′ 46″ N, 1° 42′ 18″ E / 41.34598°N,1.70513°E ca:Carrer Bisbe Estalella, gairebé a la cantonada amb el carrer Comerç |                             |                                            | Modifica les dades a Wikidata |
|        | font del Casal 2000                                 | Vilafranca del Penedès | font         | 20th century                                                      | 41° 21′ 46″ N, 1° 41′ 20″ E / 41.36275°N,1.6889°E ca:Turó de Sant Jaume                                                   |                             |                                            | Modifica les dades a Wikidata |
|        | font del carrer Baldomer Lostau                     | Vilafranca del Penedès | font         | 20th century                                                      | 41° 20′ 59″ N, 1° 42′ 01″ E / 41.34977°N,1.70038°E ca:Carrer Baldomer Lostau, cantonada carrer Sta. Magdalena             |                             |                                            | Modifica les dades a Wikidata |
|        | font del carrer Ponent amb carrer Ferran            | Vilafranca del Penedès | font         | 20th century                                                      | 41° 20′ 52″ N, 1° 41′ 41″ E / 41.34786°N,1.69476°E ca:Carrer de Ponent cantonada amb carrer Ferran                        |                             |                                            | Modifica les dades a Wikidata |
|        | font del carrer sant Pere amb carrer Verdaguer      | Vilafranca del Penedès | font         | 20th century                                                      | 41° 20′ 34″ N, 1° 41′ 43″ E / 41.34283°N,1.6954°E ca:Carrer Sant Pere cantonada amb carrer Verdaguer                      |                             |                                            | Modifica les dades a Wikidata |
|        | font dels Alls                                      | Vilafranca del Penedès | font         | Estil: arquitectura eclèctica 1866                                | 41° 20′ 45″ N, 1° 41′ 50″ E / 41.3457°N,1.6973°E ca:Rambla de Sant Francesc / Cort                                        | bé cultural d'interès local | Font dels Alls                             | Modifica les dades a Wikidata |
|        | font dels jueus                                     | Vilafranca del Penedès | font         |                                                                   | 41° 20′ 48″ N, 1° 41′ 43″ E / 41.34662°N,1.6952°E ca:Carrer de Hermenegild Clascar, cantonada Marquès d'Alfarràs          |                             |                                            | Modifica les dades a Wikidata |

## granja
| imatge | Nom                 | Ubicat a                                | instància de | Detalls | coordenades                                                         | Protecció | Commons (més fotos) | Dades a WD                    |
| ------ | ------------------- | --------------------------------------- | ------------ | ------- | ------------------------------------------------------------------- | --------- | ------------------- | ----------------------------- |
|        | Granges Pere Casals | Vilafranca del Penedès                  | granja       |         | 41° 20′ 32″ N, 1° 39′ 56″ E / 41.342095236103°N,1.66549404261288°E  |           |                     | Modifica les dades a Wikidata |
|        | Granges del Palau   | Pacs del Penedès Vilafranca del Penedès | granja       |         | 41° 20′ 48″ N, 1° 40′ 17″ E / 41.346776722755°N,1.67151829662826°E  |           |                     | Modifica les dades a Wikidata |
|        | Granja Morros       | Vilafranca del Penedès                  | granja       |         | 41° 20′ 44″ N, 1° 43′ 59″ E / 41.3456431840121°N,1.73314532331952°E |           |                     | Modifica les dades a Wikidata |
|        | Granja Ràfols       | Vilafranca del Penedès                  | granja       |         | 41° 20′ 24″ N, 1° 40′ 37″ E / 41.3400209853979°N,1.67697408164291°E |           |                     | Modifica les dades a Wikidata |

## indret
| imatge | Nom            | Ubicat a               | instància de | Detalls | coordenades                                                                | Protecció | Commons (més fotos) | Dades a WD                    |
| ------ | -------------- | ---------------------- | ------------ | ------- | -------------------------------------------------------------------------- | --------- | ------------------- | ----------------------------- |
|        | Caseta del Noi | Vilafranca del Penedès | indret       |         | 41° 21′ 05″ N, 1° 40′ 53″ E / 41.3512679271512°N,1.68139634047634°E        |           |                     | Modifica les dades a Wikidata |
|        | Les Clotes     | Vilafranca del Penedès | indret       |         | 41° 21′ 18″ N, 1° 41′ 17″ E / 41.35512°N,1.68803°E ca:Al nord del municipi |           |                     | Modifica les dades a Wikidata |

## jaciment arqueològic
| imatge | Nom                                        | Ubicat a                                             | instància de         | Detalls | coordenades                                          | Protecció                                  | Commons (més fotos) | Dades a WD                    |
| ------ | ------------------------------------------ | ---------------------------------------------------- | -------------------- | ------- | ---------------------------------------------------- | ------------------------------------------ | ------------------- | ----------------------------- |
|        | Sant Pau i Sant Jaume                      | Vilafranca del Penedès Pacs del Penedès              | jaciment arqueològic |         | 41° 21′ 47″ N, 1° 41′ 10″ E / 41.362944°N,1.68603°E  | bé integrant del patrimoni cultural català |                     | Modifica les dades a Wikidata |
|        | Vinya del Rec                              | Vilafranca del Penedès                               | jaciment arqueològic |         | 41° 21′ 59″ N, 1° 41′ 45″ E / 41.36641°N,1.695941°E  | bé integrant del patrimoni cultural català |                     | Modifica les dades a Wikidata |
|        | jaciment arqueològic de Camp Gran          | Vilafranca del Penedès                               | jaciment arqueològic |         | 41° 21′ 12″ N, 1° 41′ 42″ E / 41.353327°N,1.694991°E | bé integrant del patrimoni cultural català |                     | Modifica les dades a Wikidata |
|        | jaciment arqueològic de Sant Jaume         | Pacs del Penedès les Cabanyes Vilafranca del Penedès | jaciment arqueològic |         | 41° 21′ 52″ N, 1° 41′ 22″ E / 41.364559°N,1.68952°E  | bé integrant del patrimoni cultural català |                     | Modifica les dades a Wikidata |
|        | jaciment arqueològic de Sant Pau Inferior  | Vilafranca del Penedès                               | jaciment arqueològic |         | 41° 21′ 25″ N, 1° 40′ 46″ E / 41.357037°N,1.679472°E | bé integrant del patrimoni cultural català |                     | Modifica les dades a Wikidata |
|        | jaciment arqueològic de la Vinya del Catxo | Vilafranca del Penedès                               | jaciment arqueològic |         | 41° 20′ 52″ N, 1° 41′ 14″ E / 41.347846°N,1.687251°E | bé integrant del patrimoni cultural català |                     | Modifica les dades a Wikidata |
|        | jaciment arqueològic de les Clotes         | les Cabanyes Vilafranca del Penedès                  | jaciment arqueològic |         | 41° 22′ 09″ N, 1° 41′ 32″ E / 41.369047°N,1.692117°E | bé integrant del patrimoni cultural català |                     | Modifica les dades a Wikidata |

## masia
| imatge | Nom                             | Ubicat a                        | instància de | Detalls                                  | coordenades | Protecció                                  | Commons (més fotos)                 | Dades a WD                    |
| ------ | ------------------------------- | ------------------------------- | ------------ | ---------------------------------------- | --- | ------------------------------------------ | ----------------------------------- | ----------------------------- |
|        | Ca l'Alaio                      | Vilafranca del Penedès          | masia        |                                          | 41° 19′ 51″ N, 1° 40′ 58″ E / 41.3308735127854°N,1.68282346786811°E                                                                 |                                            |                                     | Modifica les dades a Wikidata |
|        | Ca l'Isidoro                    | Vilafranca del Penedès          | masia        |                                          | 41° 20′ 29″ N, 1° 40′ 08″ E / 41.3415131776156°N,1.66890026046822°E                                                                 |                                            |                                     | Modifica les dades a Wikidata |
|        | Cal Baleta                      | Vilafranca del Penedès          | masia        |                                          | 41° 20′ 29″ N, 1° 40′ 50″ E / 41.34130338899762°N,1.68066143989563°E                                                                |                                            |                                     | Modifica les dades a Wikidata |
|        | Cal Canyes                      | Vilafranca del Penedès          | masia        |                                          | 41° 21′ 04″ N, 1° 41′ 12″ E / 41.35111374109807°N,1.6865998506546025°E                                                              |                                            |                                     | Modifica les dades a Wikidata |
|        | Cal Caputxins                   | Vilafranca del Penedès          | masia        |                                          | 41° 21′ 41″ N, 1° 41′ 09″ E / 41.361371436848°N,1.68587894670302°E                                                                  |                                            |                                     | Modifica les dades a Wikidata |
|        | Cal Catantingues                | Vilafranca del Penedès          | masia        |                                          | 41° 20′ 05″ N, 1° 42′ 28″ E / 41.3347867246339°N,1.70780517053435°E                                                                 |                                            |                                     | Modifica les dades a Wikidata |
|        | Cal Cànames                     | Vilafranca del Penedès          | masia        |                                          | 41° 20′ 00″ N, 1° 43′ 09″ E / 41.3332661514795°N,1.71923590424703°E                                                                 |                                            |                                     | Modifica les dades a Wikidata |
|        | Cal Ferret del Pla              | Vilafranca del Penedès          | masia        |                                          | 41° 21′ 00″ N, 1° 43′ 50″ E / 41.3501281964878°N,1.73063180969448°E                                                                 |                                            |                                     | Modifica les dades a Wikidata |
|        | Cal Frare                       | Vilafranca del Penedès          | masia        |                                          | 41° 20′ 29″ N, 1° 40′ 11″ E / 41.341300094548°N,1.6698225996576°E                                                                   |                                            |                                     | Modifica les dades a Wikidata |
|        | Cal Monjo                       | Vilafranca del Penedès          | masia        |                                          | 41° 21′ 14″ N, 1° 43′ 22″ E / 41.3538155248863°N,1.72278996139102°E                                                                 |                                            |                                     | Modifica les dades a Wikidata |
|        | Cal Pa-i-nous                   | Vilafranca del Penedès          | masia        |                                          | 41° 19′ 58″ N, 1° 43′ 09″ E / 41.3327692553889°N,1.71910223456567°E                                                                 |                                            |                                     | Modifica les dades a Wikidata |
|        | Cal Palau                       | Vilafranca del Penedès          | masia        |                                          | 41° 20′ 48″ N, 1° 40′ 20″ E / 41.34667188054971°N,1.6722339391708376°E                                                              |                                            |                                     | Modifica les dades a Wikidata |
|        | Cal Parent                      | Vilafranca del Penedès          | masia        |                                          | 41° 19′ 57″ N, 1° 42′ 57″ E / 41.3324526690929°N,1.71575041635131°E                                                                 |                                            |                                     | Modifica les dades a Wikidata |
|        | Cal Pastoret                    | Vilafranca del Penedès          | masia        |                                          | 41° 20′ 59″ N, 1° 44′ 04″ E / 41.3497387128712°N,1.7345242384991°E                                                                  |                                            |                                     | Modifica les dades a Wikidata |
|        | Cal Pau Surià                   | Vilafranca del Penedès          | masia        |                                          | 41° 20′ 46″ N, 1° 44′ 09″ E / 41.3462488428125°N,1.73579905315228°E                                                                 |                                            |                                     | Modifica les dades a Wikidata |
|        | Cal Pere Pastor                 | Vilafranca del Penedès          | masia        |                                          | 41° 20′ 57″ N, 1° 43′ 20″ E / 41.349100125802°N,1.722257756342°E                                                                    |                                            |                                     | Modifica les dades a Wikidata |
|        | Cal Pere Pau                    | Vilafranca del Penedès          | masia        | 18th century                             | 41° 20′ 54″ N, 1° 44′ 16″ E / 41.348319°N,1.737905°E ca:Carrer Sant Roc, 23 232 msnm                                                |                                            | Cal Pere Pau (masia)                | Modifica les dades a Wikidata |
|        | Cal Quico                       | Vilafranca del Penedès          | masia        |                                          | 41° 19′ 56″ N, 1° 43′ 00″ E / 41.3322464012953°N,1.71663878373589°E                                                                 |                                            |                                     | Modifica les dades a Wikidata |
|        | Cal Quim                        | Vilafranca del Penedès          | masia        |                                          | 41° 19′ 56″ N, 1° 42′ 31″ E / 41.3323354872246°N,1.70849893054563°E                                                                 |                                            |                                     | Modifica les dades a Wikidata |
|        | Cal Roig de Ratera              | Vilafranca del Penedès          | masia        |                                          | 41° 20′ 39″ N, 1° 40′ 16″ E / 41.344185863113°N,1.67102115574814°E                                                                  |                                            |                                     | Modifica les dades a Wikidata |
|        | Cal Rossellet                   | Vilafranca del Penedès          | masia        |                                          | 41° 20′ 27″ N, 1° 43′ 46″ E / 41.3408567162502°N,1.72955694718197°E                                                                 |                                            |                                     | Modifica les dades a Wikidata |
|        | Cal Rovirosa                    | Vilafranca del Penedès          | masia        |                                          | 41° 19′ 56″ N, 1° 43′ 07″ E / 41.3322854483418°N,1.71852615216739°E                                                                 |                                            |                                     | Modifica les dades a Wikidata |
|        | Cal Ràfols                      | Vilafranca del Penedès          | masia        |                                          | 41° 20′ 22″ N, 1° 40′ 41″ E / 41.33941847228806°N,1.678140163421631°E                                                               |                                            |                                     | Modifica les dades a Wikidata |
|        | Cal Sant                        | Vilafranca del Penedès          | masia        |                                          | 41° 20′ 44″ N, 1° 40′ 25″ E / 41.3456574522093°N,1.67365666760732°E                                                                 |                                            |                                     | Modifica les dades a Wikidata |
|        | Cal Ton de Ferriol              | Vilafranca del Penedès          | masia        |                                          | 41° 20′ 35″ N, 1° 39′ 55″ E / 41.3430310895213°N,1.66541517256838°E                                                                 |                                            |                                     | Modifica les dades a Wikidata |
|        | Cal Xic Ferret                  | Vilafranca del Penedès          | masia        |                                          | 41° 20′ 50″ N, 1° 44′ 14″ E / 41.3472099036136°N,1.73719091014189°E                                                                 |                                            |                                     | Modifica les dades a Wikidata |
|        | Cal Xiropet                     | Vilafranca del Penedès          | masia        |                                          | 41° 19′ 50″ N, 1° 43′ 03″ E / 41.3304828479639°N,1.71761744030879°E                                                                 |                                            |                                     | Modifica les dades a Wikidata |
|        | Cals Capellans                  | Vilafranca del Penedès          | masia        |                                          | 41° 19′ 51″ N, 1° 40′ 37″ E / 41.330770200604°N,1.67695813811379°E                                                                  |                                            |                                     | Modifica les dades a Wikidata |
|        | Can Colàstic                    | Vilafranca del Penedès          | masia        |                                          | 41° 20′ 30″ N, 1° 44′ 01″ E / 41.3417560989869°N,1.73351946839069°E                                                                 |                                            |                                     | Modifica les dades a Wikidata |
|        | Can Domènec                     | Vilafranca del Penedès          | masia        |                                          | 41° 20′ 18″ N, 1° 42′ 30″ E / 41.3383337671873°N,1.70844018170831°E                                                                 |                                            |                                     | Modifica les dades a Wikidata |
|        | Can Silvestre                   | Vilafranca del Penedès          | masia        |                                          | 41° 21′ 39″ N, 1° 41′ 04″ E / 41.3607519654896°N,1.68448067206791°E 242 msnm                                                        |                                            |                                     | Modifica les dades a Wikidata |
|        | Mas Pardal                      | Vilafranca del Penedès          | masia        |                                          | 41° 21′ 39″ N, 1° 43′ 48″ E / 41.3609110722558°N,1.7299081870507°E                                                                  |                                            |                                     | Modifica les dades a Wikidata |
|        | Masia de Santa Maria dels Horts | Vilafranca del Penedès          | masia        | Estil: arquitectura popular 18th century | 41° 20′ 34″ N, 1° 43′ 10″ E / 41.3427°N,1.71942°E ca:Camí del Melió, després de passar l'AP-7 per damunt, el primer camí a la dreta | bé integrant del patrimoni cultural català | Masia de Santa Maria dels Horts     | Modifica les dades a Wikidata |
|        | Morató                          | Vilafranca del Penedès          | masia        |                                          | 41° 20′ 20″ N, 1° 41′ 07″ E / 41.3389533827029°N,1.68520631493748°E                                                                 |                                            |                                     | Modifica les dades a Wikidata |
|        | Rocallisa                       | Vilafranca del Penedès          | masia        |                                          | 41° 19′ 36″ N, 1° 41′ 59″ E / 41.3265351044905°N,1.69973526514846°E                                                                 |                                            |                                     | Modifica les dades a Wikidata |
|        | Torreta de Baix                 | Vilafranca del Penedès          | masia        |                                          | 41° 22′ 07″ N, 1° 41′ 44″ E / 41.36873322250578°N,1.6955101490020754°E                                                              |                                            |                                     | Modifica les dades a Wikidata |
|        | Torreta dels Bous               | Vilafranca del Penedès          | masia        |                                          | 41° 22′ 04″ N, 1° 41′ 48″ E / 41.367729754622°N,1.696784449495°E ca:Al nord del municipi                                            |                                            |                                     | Modifica les dades a Wikidata |
|        | el Bordellet                    | Vilafranca del Penedès          | masia        |                                          | 41° 21′ 45″ N, 1° 43′ 23″ E / 41.3626098700592°N,1.72307231534399°E                                                                 |                                            |                                     | Modifica les dades a Wikidata |
|        | el Camp Gran                    | Vilafranca del Penedès          | masia        |                                          | 41° 21′ 05″ N, 1° 41′ 39″ E / 41.3514410379676°N,1.69420722067163°E                                                                 |                                            |                                     | Modifica les dades a Wikidata |
|        | el Molí de Vent                 | Vilafranca del Penedès          | masia        |                                          | 41° 22′ 06″ N, 1° 43′ 19″ E / 41.3684245660371°N,1.72189445410047°E                                                                 |                                            |                                     | Modifica les dades a Wikidata |
|        | el Parquet                      | Vilafranca del Penedès          | masia        | Estil: arquitectura modernista 1940      | 41° 20′ 20″ N, 1° 42′ 01″ E / 41.3388°N,1.70026°E ca:Avinguda de Lluís Companys, 50                                                 | bé integrant del patrimoni cultural català | El Parquet (Vilafranca del Penedès) | Modifica les dades a Wikidata |
|        | el Xalet                        | Vilafranca del Penedès          | masia        |                                          | 41° 20′ 21″ N, 1° 40′ 00″ E / 41.3391192022803°N,1.66673799694614°E                                                                 |                                            |                                     | Modifica les dades a Wikidata |
|        | els Cirerers                    | Vilafranca del Penedès          | masia        |                                          | 41° 20′ 56″ N, 1° 42′ 39″ E / 41.3490173160968°N,1.71091851931875°E                                                                 |                                            |                                     | Modifica les dades a Wikidata |
|        | l'Adoberia                      | Vilafranca del Penedès          | masia        |                                          | 41° 20′ 59″ N, 1° 42′ 52″ E / 41.3496339033668°N,1.71450432581444°E                                                                 |                                            |                                     | Modifica les dades a Wikidata |
|        | la Casa Nova                    | Olèrdola Vilafranca del Penedès | masia        |                                          | 41° 19′ 37″ N, 1° 40′ 58″ E / 41.3268834644271°N,1.68284409472451°E                                                                 |                                            |                                     | Modifica les dades a Wikidata |
|        | la Pelegrina                    | Vilafranca del Penedès          | masia        |                                          | 41° 21′ 51″ N, 1° 42′ 13″ E / 41.3640320554868°N,1.70365183136493°E                                                                 |                                            |                                     | Modifica les dades a Wikidata |
|        | la Serra                        | Vilafranca del Penedès          | masia        |                                          | 41° 19′ 49″ N, 1° 43′ 00″ E / 41.3303000239009°N,1.71656943852104°E                                                                 |                                            |                                     | Modifica les dades a Wikidata |
|        | la Sínia Nova                   | Vilafranca del Penedès          | masia        |                                          | 41° 20′ 23″ N, 1° 39′ 53″ E / 41.3397365483599°N,1.66482510777901°E                                                                 |                                            |                                     | Modifica les dades a Wikidata |
|        | la Sínia del Menestral          | Vilafranca del Penedès          | masia        |                                          | 41° 20′ 18″ N, 1° 40′ 19″ E / 41.338395983115°N,1.67196351903803°E                                                                  |                                            |                                     | Modifica les dades a Wikidata |

## mobiliari urbà
| imatge | Nom                      | Ubicat a               | instància de   | Detalls      | coordenades | Protecció | Commons (més fotos) | Dades a WD                    |
| ------ | ------------------------ | ---------------------- | -------------- | ------------ | --- | --------- | ------------------- | ----------------------------- |
|        | Ornamentació de ferro    | Vilafranca del Penedès | mobiliari urbà |              | 41° 20′ 48″ N, 1° 41′ 49″ E / 41.34676°N,1.69706°E ca:Plaça de Santa Maria cantonada plaça Jaume I                        |           |                     | Modifica les dades a Wikidata |
|        | Premsa de Vi             | Vilafranca del Penedès | mobiliari urbà | 20th century | 41° 20′ 59″ N, 1° 41′ 52″ E / 41.34983°N,1.69785°E ca:Plaça de la verema, s/n                                             |           |                     | Modifica les dades a Wikidata |
|        | Premsa de biga           | Vilafranca del Penedès | mobiliari urbà | 16th century | 41° 20′ 30″ N, 1° 41′ 40″ E / 41.34164°N,1.69455°E ca:Avinguda de Tarragona cantonada carrer sant Pere                    |           |                     | Modifica les dades a Wikidata |
|        | Trull de Serveis Penedès | Vilafranca del Penedès | mobiliari urbà |              | 41° 21′ 02″ N, 1° 42′ 20″ E / 41.35066°N,1.70547°E ca:Carrer d'Igualada, cantonada amb el carrer de Sant Sadurní d'Anoia. |           |                     | Modifica les dades a Wikidata |

## monument
| imatge | Nom                                          | Ubicat a               | instància de              | Detalls | coordenades | Protecció                   | Commons (més fotos)                                  | Dades a WD                    |
| ------ | -------------------------------------------- | ---------------------- | ------------------------- | --- | --- | --------------------------- | ---------------------------------------------------- | ----------------------------- |
|        | Monument D.O.C                               | Vilafranca del Penedès | monument                  | 2002 | 41° 21′ 06″ N, 1° 42′ 16″ E / 41.35168°N,1.70455°E ca:Plaça de l'Espirall, s/n                                   |                             |                                                      | Modifica les dades a Wikidata |
|        | Monument Espai per Habitar                   | Vilafranca del Penedès | monument                  | 2002 | 41° 21′ 00″ N, 1° 41′ 51″ E / 41.35006°N,1.6974°E ca:Carrer de Torrelles de Foix, cantonada carrer de Sant Jaume |                             | Monument Espai per Habitar                           | Modifica les dades a Wikidata |
|        | Monument a Lluís Companys                    | Vilafranca del Penedès | monument                  | 21st century | 41° 20′ 25″ N, 1° 42′ 07″ E / 41.34021°N,1.7019°E ca:Plaça dels Països Catalans, s/n                             |                             |                                                      | Modifica les dades a Wikidata |
|        | Monument a Milà i Fontanals                  | Vilafranca del Penedès | monument                  | Creador: Enric Monserdà i Vidal Manel Fuxà i Leal Eusebi Arnau i Mascort Estil: modernisme català arquitectura eclèctica 1912 Dedicat a: Manuel Milà i Fontanals | 41° 20′ 41″ N, 1° 41′ 55″ E / 41.3446159362793°N,1.6987340450286863°E ca:Rambla de Sant Francesc, s/n            | bé cultural d'interès local | Monument a Milà i Fontanals (Vilafranca del Penedès) | Modifica les dades a Wikidata |
|        | Monument al Bisbe Torras i Bages             | Vilafranca del Penedès | monument                  | 1996 | 41° 20′ 51″ N, 1° 41′ 45″ E / 41.34747°N,1.69592°E ca:Plaça de l'Oli, s/n                                        |                             |                                                      | Modifica les dades a Wikidata |
|        | Monument als castellers                      | Vilafranca del Penedès | monument obra escultòrica | Creador: Josep Cañas i Cañas 1963 | 41° 20′ 50″ N, 1° 41′ 47″ E / 41.347103°N,1.696465°E ca:Plaça de Jaume I                                         |                             | Monument als castellers (Vilafranca del Penedès)     | Modifica les dades a Wikidata |
|        | Monument als falcons                         | Vilafranca del Penedès | monument                  | 1998 | 41° 20′ 39″ N, 1° 41′ 57″ E / 41.34408°N,1.69916°E ca:Plaça del Penedès, s/n                                     |                             |                                                      | Modifica les dades a Wikidata |
|        | Monument contra la xenofòbia                 | Vilafranca del Penedès | monument                  | 21st century | 41° 20′ 21″ N, 1° 42′ 12″ E / 41.33924°N,1.7032°E ca:Plaça de la Pau, s/n                                        |                             |                                                      | Modifica les dades a Wikidata |
|        | Monument de Sant Ramon de Penyafort          | Vilafranca del Penedès | monument obra escultòrica | 20th century | 41° 20′ 46″ N, 1° 41′ 56″ E / 41.34613800048828°N,1.6987550258636477°E ca:Plaça de Sant Joan                     |                             |                                                      | Modifica les dades a Wikidata |
|        | Monument rotonda de la carretera de Vilanova | Vilafranca del Penedès | monument                  | 2007 | 41° 20′ 13″ N, 1° 42′ 21″ E / 41.33694°N,1.70587°E ca:Carretera de Vilanova, confluència amb la Ronda de Mar     |                             |                                                      | Modifica les dades a Wikidata |

## muntanya
| imatge | Nom                | Ubicat a                                | instància de   | Detalls | coordenades | Protecció | Commons (més fotos)                       | Dades a WD                    |
| ------ | ------------------ | --------------------------------------- | -------------- | ------- | --- | --------- | ----------------------------------------- | ----------------------------- |
|        | Turó de Sant Jaume | Pacs del Penedès Vilafranca del Penedès | muntanya serra |         | 41° 21′ 48″ N, 1° 41′ 02″ E / 41.36325°N,1.68377°E 41° 21′ 53″ N, 1° 41′ 09″ E / 41.3646°N,1.68597°E 294.4 msnm |           |                                           | Modifica les dades a Wikidata |
|        | Turó de Sant Pau   | Pacs del Penedès Vilafranca del Penedès | muntanya       |         | 41° 21′ 30″ N, 1° 40′ 51″ E / 41.35831389°N,1.68096944°E                                                        |           | Turó de Sant Pau (Vilafranca del Penedès) | Modifica les dades a Wikidata |

## nucli de població
| imatge | Nom         | Ubicat a                        | instància de      | Detalls | coordenades                                                                                 | Protecció | Commons (més fotos) | Dades a WD                    |
| ------ | ----------- | ------------------------------- | ----------------- | ------- | ------------------------------------------------------------------------------------------- | --------- | ------------------- | ----------------------------- |
|        | la Serreta  | Olèrdola Vilafranca del Penedès | nucli de població |         | 41° 19′ 58″ N, 1° 43′ 08″ E / 41.33285061288°N,1.7189903228658°E ca:Al sud-est del municipi |           |                     | Modifica les dades a Wikidata |
|        | les Salines | Vilafranca del Penedès          | nucli de població |         | 41° 19′ 47″ N, 1° 39′ 57″ E / 41.32965°N,1.6657472222222°E                                  |           |                     | Modifica les dades a Wikidata |

## palau
| imatge | Nom                                                   | Ubicat a               | instància de              | Detalls                            | coordenades                                                              | Protecció                                            | Commons (més fotos)                                   | Dades a WD                    |
| ------ | ----------------------------------------------------- | ---------------------- | ------------------------- | ---------------------------------- | ------------------------------------------------------------------------ | ---------------------------------------------------- | ----------------------------------------------------- | ----------------------------- |
|        | Cal Macià                                             | Vilafranca del Penedès | palau                     | Estil: gòtic català                | 41° 20′ 47″ N, 1° 41′ 52″ E / 41.3464°N,1.69777°E ca:Cort, 16            | bé cultural d'interès local                          | Casa Macià (Vilafranca del Penedès)                   | Modifica les dades a Wikidata |
|        | Palau Baltà                                           | Vilafranca del Penedès | palau                     | Estil: arquitectura gòtica         | 41° 20′ 50″ N, 1° 41′ 49″ E / 41.3472°N,1.69694°E ca:Plaça de Jaume I, 2 | bé d'interès cultural bé cultural d'interès nacional | Palau Baltà                                           | Modifica les dades a Wikidata |
|        | Palau Reial                                           | Vilafranca del Penedès | palau                     | Estil: arquitectura gòtica         | 41° 20′ 48″ N, 1° 41′ 49″ E / 41.3467°N,1.69686°E ca:Plaça Jaume I, 5    | bé d'interès cultural bé cultural d'interès nacional | Palau Reial de Vilafranca del Penedès                 | Modifica les dades a Wikidata |
|        | Palau del Marquès d'Alfarràs (Vilafranca del Penedès) | Vilafranca del Penedès | palau Ús: edifici escolar | Estil: neoclassicisme 18th century | 41° 20′ 50″ N, 1° 41′ 44″ E / 41.3473°N,1.69552°E ca:Ferran, 1           | bé cultural d'interès local                          | Palau del Marquès d'Alfarràs (Vilafranca del Penedès) | Modifica les dades a Wikidata |

## parc
| imatge | Nom                       | Ubicat a               | instància de | Detalls | coordenades                                        | Protecció | Commons (més fotos) | Dades a WD                    |
| ------ | ------------------------- | ---------------------- | ------------ | ------- | -------------------------------------------------- | --------- | ------------------- | ----------------------------- |
|        | Parc de Llevant           | Vilafranca del Penedès | parc         |         | 41° 21′ 10″ N, 1° 42′ 23″ E / 41.35281°N,1.70646°E |           |                     | Modifica les dades a Wikidata |
|        | Parc de la Pelegrina      | Vilafranca del Penedès | parc         |         | 41° 21′ 18″ N, 1° 42′ 22″ E / 41.35496°N,1.7062°E  |           |                     | Modifica les dades a Wikidata |
|        | Parc del Poble Nou        | Vilafranca del Penedès | parc         |         | 41° 20′ 10″ N, 1° 41′ 44″ E / 41.33612°N,1.69561°E |           |                     | Modifica les dades a Wikidata |
|        | Parc del Tívoli           | Vilafranca del Penedès | parc         |         | 41° 20′ 33″ N, 1° 41′ 52″ E / 41.3426°N,1.69791°E  |           | Parc del Tívoli     | Modifica les dades a Wikidata |
|        | parc de l'Espiga          | Vilafranca del Penedès | parc         |         | 41° 20′ 28″ N, 1° 41′ 27″ E / 41.34105°N,1.69093°E |           |                     | Modifica les dades a Wikidata |
|        | parc del Molí d'en Rovira | Vilafranca del Penedès | parc         |         | 41° 20′ 18″ N, 1° 42′ 19″ E / 41.3383°N,1.70533°E  |           |                     | Modifica les dades a Wikidata |

## plaça
| imatge | Nom                     | Ubicat a               | instància de       | Detalls                                                | coordenades                                                                  | Protecció                                  | Commons (més fotos)                              | Dades a WD                    |
| ------ | ----------------------- | ---------------------- | ------------------ | ------------------------------------------------------ | ---------------------------------------------------------------------------- | ------------------------------------------ | ------------------------------------------------ | ----------------------------- |
|        | plaça de Jaume I        | Vilafranca del Penedès | plaça conjunt urbà | Estil: arquitectura eclèctica                          | 41° 20′ 50″ N, 1° 41′ 46″ E / 41.3472°N,1.69616°E                            | bé integrant del patrimoni cultural català | Plaça de Jaume I (Vilafranca del Penedès)        | Modifica les dades a Wikidata |
|        | plaça de Sant Joan      | Vilafranca del Penedès | plaça              | Estil: arquitectura eclèctica 1866                     | 41° 20′ 46″ N, 1° 41′ 54″ E / 41.3461°N,1.6984°E ca:Plaça de Sant Joan       | bé integrant del patrimoni cultural català | Plaça de Sant Joan (Vilafranca del Penedès)      | Modifica les dades a Wikidata |
|        | plaça de Santa Maria    | Vilafranca del Penedès | plaça              | Estil: arquitectura eclèctica                          | 41° 20′ 48″ N, 1° 41′ 50″ E / 41.3468°N,1.69724°E                            | bé integrant del patrimoni cultural català | Plaça de Santa Maria (Vilafranca del Penedès)    | Modifica les dades a Wikidata |
|        | plaça de l'Oli          | Vilafranca del Penedès | plaça              | Estil: arquitectura eclèctica arquitectura neoclàssica | 41° 20′ 51″ N, 1° 41′ 45″ E / 41.3476°N,1.69594°E                            | bé integrant del patrimoni cultural català | Plaça de l'Oli (Vilafranca del Penedès)          | Modifica les dades a Wikidata |
|        | plaça de la Constitució | Vilafranca del Penedès | plaça              | 19th century                                           | 41° 20′ 51″ N, 1° 41′ 52″ E / 41.3474°N,1.69766°E ca:Plaça de la Constitució | bé integrant del patrimoni cultural català | Plaça de la Constitució (Vilafranca del Penedès) | Modifica les dades a Wikidata |
|        | plaça de la Vila        | Vilafranca del Penedès | plaça              |                                                        | 41° 20′ 47″ N, 1° 41′ 53″ E / 41.346388888889°N,1.6980555555556°E            |                                            | Plaça de la Vila (Vilafranca del Penedès)        | Modifica les dades a Wikidata |

## polígon industrial
| imatge | Nom                                                   | Ubicat a               | instància de       | Detalls | coordenades                                                         | Protecció | Commons (més fotos) | Dades a WD                    |
| ------ | ----------------------------------------------------- | ---------------------- | ------------------ | ------- | ------------------------------------------------------------------- | --------- | ------------------- | ----------------------------- |
|        | Actuació industrial les Bassetes                      | Vilafranca del Penedès | polígon industrial |         | 41° 21′ 17″ N, 1° 42′ 31″ E / 41.354666193913°N,1.70861942247883°E  |           |                     | Modifica les dades a Wikidata |
|        | Parc agroalimentari Àgora                             | Vilafranca del Penedès | polígon industrial |         | 41° 19′ 51″ N, 1° 40′ 33″ E / 41.3308551044382°N,1.67572557685747°E |           |                     | Modifica les dades a Wikidata |
|        | Polígon industrial Avinguda de Tarragona              | Vilafranca del Penedès | polígon industrial |         | 41° 20′ 10″ N, 1° 41′ 19″ E / 41.3362363316243°N,1.68864307535758°E |           |                     | Modifica les dades a Wikidata |
|        | Polígon industrial Domenys I                          | Vilafranca del Penedès | polígon industrial |         | 41° 20′ 16″ N, 1° 41′ 12″ E / 41.3377644038322°N,1.68678388654416°E |           |                     | Modifica les dades a Wikidata |
|        | Polígon industrial Domenys II                         | Vilafranca del Penedès | polígon industrial |         | 41° 19′ 56″ N, 1° 40′ 18″ E / 41.3322146318585°N,1.67176643059007°E |           |                     | Modifica les dades a Wikidata |
|        | Polígon industrial Els Cirerers                       | Vilafranca del Penedès | polígon industrial |         | 41° 21′ 06″ N, 1° 42′ 43″ E / 41.351712302074°N,1.71188141906366°E  |           |                     | Modifica les dades a Wikidata |
|        | Polígon industrial Estació de Mercaderies i les Fonts | Vilafranca del Penedès | polígon industrial |         | 41° 19′ 49″ N, 1° 40′ 50″ E / 41.3303868668274°N,1.68044330106776°E |           |                     | Modifica les dades a Wikidata |
|        | Polígon industrial Pous d'en Rossell                  | Vilafranca del Penedès | polígon industrial |         | 41° 21′ 02″ N, 1° 41′ 22″ E / 41.3505935416843°N,1.68938296859741°E |           |                     | Modifica les dades a Wikidata |
|        | Polígon industrial de Llevant                         | Vilafranca del Penedès | polígon industrial |         | 41° 20′ 58″ N, 1° 42′ 35″ E / 41.3495164255437°N,1.70964161559381°E |           |                     | Modifica les dades a Wikidata |
|        | Polígon industrial de Vallmoll                        | Vilafranca del Penedès | polígon industrial |         | 41° 20′ 52″ N, 1° 42′ 47″ E / 41.3478706890105°N,1.71309269179034°E |           |                     | Modifica les dades a Wikidata |

## sínia
| imatge | Nom                               | Ubicat a               | instància de                | Detalls | coordenades | Protecció | Commons (més fotos) | Dades a WD                    |
| ------ | --------------------------------- | ---------------------- | --------------------------- | ------- | --- | --------- | ------------------- | ----------------------------- |
|        | Nòria 1 de Santa Maria dels Horts | Vilafranca del Penedès | sínia element arquitectònic |         | 41° 20′ 33″ N, 1° 43′ 17″ E / 41.34239°N,1.72145°E ca:Entre la Riera de Vallmoll i la de Sta. Maria dels Horts, davant la capella de Sta. Mª dels Horts  |           |                     | Modifica les dades a Wikidata |
|        | Nòria 2 de Santa Maria dels Horts | Vilafranca del Penedès | sínia element arquitectònic |         | 41° 20′ 32″ N, 1° 43′ 17″ E / 41.34217°N,1.72143°E ca:Entre la Riera de Vallmoll i la de Sta. Maria dels Horts, darrera la capella de Sta. Mª dels Horts |           |                     | Modifica les dades a Wikidata |

## Misc
| imatge | Nom                                    | Ubicat a                                                                     | instància de                                           | Detalls                                                                                     | coordenades | Protecció                      | Commons (més fotos)                      | Dades a WD                    |
| ------ | -------------------------------------- | ---------------------------------------------------------------------------- | ------------------------------------------------------ | ------------------------------------------------------------------------------------------- | --- | ------------------------------ | ---------------------------------------- | ----------------------------- |
|        | BV-2127                                | Alt Penedès Vilafranca del Penedès les Cabanyes Vilobí del Penedès Font-rubí | carretera                                              |                                                                                             | 41° 21′ 14″ N, 1° 42′ 24″ E / 41.3539°N,1.70656°E                                                                     |                                |                                          | Modifica les dades a Wikidata |
|        | Columna d'Hèrcules                     | Vilafranca del Penedès                                                       | obra escultòrica                                       | 2003                                                                                        | 41° 20′ 53″ N, 1° 42′ 39″ E / 41.34796°N,1.71093°E ca:Carrer Manuel Barba i Roca                                      |                                |                                          | Modifica les dades a Wikidata |
|        | Mina dels Pujols                       | Vilafranca del Penedès                                                       | mina                                                   |                                                                                             | 41° 21′ 43″ N, 1° 41′ 51″ E / 41.36192°N,1.69752°E ca:Camí de La Pelegrina                                            |                                |                                          | Modifica les dades a Wikidata |
|        | Muntanya de Sant Pau                   | Vilafranca del Penedès Pacs del Penedès                                      | serra                                                  |                                                                                             | 41° 21′ 30″ N, 1° 40′ 51″ E / 41.35831388888889°N,1.6809694444444443°E ca:Al nord-oest del terme municipal 302.7 msnm |                                |                                          | Modifica les dades a Wikidata |
|        | Mural Bacus                            | Vilafranca del Penedès                                                       | mural                                                  |                                                                                             | 41° 20′ 39″ N, 1° 41′ 55″ E / 41.34423065185547°N,1.698704957962036°E ca:Plaça del Penedès                            |                                |                                          | Modifica les dades a Wikidata |
|        | Muralla de Vilafranca del Penedès      | Vilafranca del Penedès                                                       | muralla urbana                                         |                                                                                             | 41° 20′ 48″ N, 1° 41′ 52″ E / 41.34653°N,1.69784°E                                                                    | bé cultural d'interès nacional | Muralla de Vilafranca del Penedès        | Modifica les dades a Wikidata |
|        | Pedrera Fonda                          | Vilafranca del Penedès                                                       | pedrera                                                |                                                                                             | 41° 19′ 36″ N, 1° 42′ 18″ E / 41.3266943745646°N,1.70507338588795°E                                                   |                                |                                          | Modifica les dades a Wikidata |
|        | Pedró de Santa Magdalena               | Vilafranca del Penedès                                                       | oratori                                                | Estil: arquitectura gòtica 16th century                                                     | 41° 21′ 02″ N, 1° 42′ 02″ E / 41.3505°N,1.70064°E ca:Santa Magdalena, s/n                                             | bé cultural d'interès local    | Pedró de Santa Magdalena                 | Modifica les dades a Wikidata |
|        | Pont de Pas                            | Vilafranca del Penedès                                                       | pont                                                   |                                                                                             | 41° 21′ 48″ N, 1° 43′ 07″ E / 41.3632373087329°N,1.7187439726489°E                                                    |                                |                                          | Modifica les dades a Wikidata |
|        | barraca de la Malanit                  | Vilafranca del Penedès                                                       | cobert                                                 |                                                                                             | 41° 21′ 14″ N, 1° 41′ 04″ E / 41.35398°N,1.68435°E ca:Les Clotes                                                      |                                |                                          | Modifica les dades a Wikidata |
|        | capelleta del carrer de la Font, 40-42 | Vilafranca del Penedès                                                       | fornícula                                              | 20th century                                                                                | 41° 20′ 53″ N, 1° 42′ 01″ E / 41.34813333333334°N,1.7002055555555555°E ca:Carrer de la Font, 40-42                    |                                |                                          | Modifica les dades a Wikidata |
|        | casa de la Vila                        | Vilafranca del Penedès                                                       | casa consistorial                                      | Arquitecte: Eugeni Campllonch i Parés Estil: modernisme català arquitectura modernista 1912 | 41° 20′ 47″ N, 1° 41′ 52″ E / 41.3465°N,1.69784°E ca:Cort, 14 / Plaça de la Vila                                      | bé cultural d'interès local    | Casa de la Vila (Vilafranca del Penedès) | Modifica les dades a Wikidata |
|        | cementiri de Vilafranca del Penedès    | Vilafranca del Penedès                                                       | cementiri                                              | Arquitecte: Joan Torras i Guardiola Estil: arquitectura eclèctica 1839                      | 41° 21′ 09″ N, 1° 42′ 01″ E / 41.3524°N,1.70032°E ca:Guardiola, 1                                                     | bé cultural d'interès local    | Cementiri de Vilafranca del Penedès      | Modifica les dades a Wikidata |
|        | conjunt eremític de Sant Pau           | Vilafranca del Penedès                                                       | edifici religiós edifici històric capella              |                                                                                             | 41° 21′ 33″ N, 1° 40′ 58″ E / 41.35906219482422°N,1.682677984237671°E ca:Turó de Sant Pau                             |                                |                                          | Modifica les dades a Wikidata |
|        | el Molí d'en Rovira                    | Vilafranca del Penedès                                                       | molí d'aigua                                           |                                                                                             | 41° 20′ 16″ N, 1° 42′ 35″ E / 41.3379067097941°N,1.70971545152359°E                                                   |                                |                                          | Modifica les dades a Wikidata |
|        | fanals del carrer Santa Maria          | Vilafranca del Penedès                                                       | fanal estructura arquitectònica categoria de Wikimedia | Estil: arquitectura modernista modernisme català                                            | 41° 20′ 48″ N, 1° 41′ 52″ E / 41.34672546386719°N,1.697666049003601°E ca:Carrer de Santa Maria                        | bé cultural d'interès local    |                                          | Modifica les dades a Wikidata |
|        | mesquita de Vilafranca del Penedès     | Vilafranca del Penedès                                                       | mesquita                                               |                                                                                             | 41° 21′ 11″ N, 1° 42′ 42″ E / 41.35316744542427°N,1.7117106914520266°E Polígon industrial Els Cirerers                |                                |                                          | Modifica les dades a Wikidata |
|        | sitja de Vilafranca del Penedès        | Vilafranca del Penedès                                                       | sitja                                                  | Estil: Tipo MC 1968 Estat: enderrocat o destruït Superfície: 637m²                          | 41° 20′ 59″ N, 1° 42′ 30″ E / 41.34975°N,1.708388888888889°E                                                          |                                |                                          | Modifica les dades a Wikidata |
|        | xemeneia de la Bòbila Jané             | Vilafranca del Penedès                                                       | xemeneia de fàbrica                                    | 19th century                                                                                | 41° 21′ 17″ N, 1° 42′ 28″ E / 41.35471°N,1.70784°E ca:Bòbila Jané                                                     |                                |                                          | Modifica les dades a Wikidata |